# St. Louis Blues
Pour les articles homonymes, voir St Louis Blues.
Saint Louis Blues (connue aussi sous son titre abrégé St. Louis Blues) est une chanson composée par William Christopher Handy (1873-1958), publiée en 1914, enregistrée en 1916, et reprise un très grand nombre de fois. C'est une des premières chansons de blues dont la partition a été publiée.
La version chantée par Bessie Smith en 1925 est considérée comme un « enregistrement classique du blues ». La NARAS lui a décerné un Grammy Hall of Fame Award en 1993, et la Blues Foundation l'a intronisée au Blues Hall of Fame en 2019.
St. Louis Blues est devenue un standard de jazz popularisé notamment par Louis Armstrong. Armstrong l'a enregistrée plusieurs fois, et la NARAS a décerné à sa version de 1929 un Grammy Hall of Fame Award en 2008.
Plus de 1 800 versions enregistrées de St. Louis Blues sont recensées dans le seul domaine du jazz. Parmi ces versions, quinze ont été classées dans les charts entre 1921 et 1953.
D'après l'ASCAP, il s'agit de « la chanson la plus enregistrée de la première moitié du XXe siècle ». On va parfois jusqu'à dire qu'il s'agit de « la chanson la plus souvent enregistrée de tous les temps après Silent Night ». C'est sans doute exagéré (St. Louis Blues n'est pas répertoriée dans le classement des dix premiers titres les plus repris au monde effectué par le magazine Rolling Stone). Mais cette exagération reste crédible, tant les traces de la chanson dans la culture populaire (dans d'autres chansons, dans des films, des bandes dessinées, et même dans le sport) sont nombreuses.

## Composition

### Genèse de la composition: découverte et codification du blues
En 1903, W.C. Handy a quitté son poste de professeur de musique dans l'une des rares universités de l'Alabama alors ouverte aux Noirs, l'Alabama Agricultural and Mechanical University. Il s'est installé à Clarksdale dans le Mississippi où il dirige un petit orchestre, les Knights of Pythias. Avec eux, il fait "la tournée des petites villes et communautés rurales" du Delta, une des régions où le blues est apparu vers la fin du XIXe siècle. C'est à l'occasion de cette tournée qu'il découvre à la fois ce genre musical et sa propre vocation de compositeur. En 1909, Handy quitte la région du Delta pour s'installer un peu plus au Nord, à Memphis dans le Tennessee. Là, il publie les partitions des morceaux composés à partir des chansons qu'il a pu entendre.
Selon l'historien du blues Giles Oakley :

« Handy se mit à orchestrer ces petits airs "locaux" et commença à se faire une réputation de compositeur et d'éditeur de blues fondée sur d'authentiques morceaux populaires. Sa place, dans l'histoire du blues, fut plutôt celle d'un vulgarisateur et d'un diffuseur que d'un joueur de blues. Le style de son orchestre resta trop guindé pour qu'on puisse vraiment le considérer comme authentique. Mais en donnant forme à cette musique qui surgissait de partout dans le Sud, incohérente et disparate, il l'aida à trouver une identité. En 1912, il fut la troisième personne en l'espace de quelques mois à publier un morceau sous le nom de blues, le célèbre "Memphis Blues" [...] Dans une certaine mesure, la publication [...] [de "Memphis Blues"] contribua à cristalliser cette musique dans une forme cohérente utilisant la structure à douze mesures, sous laquelle le blues est encore aujourd'hui le plus souvent connu. "St. Louis Blues", sans doute la composition la plus célèbre d'Handy, présente cette forme désormais classique aussi, où la phrase d'ouverture, phrase maîtresse, est répétée, puis suivie par une troisième qui rime et la commente :
I hate to see de ev'nin' sun go down,/
Hate to see de ev'nin' sun go down,/
'Cause ma baby, he done lef dis town.
[Je déteste le soir, quand le soleil s'en va,/
Je déteste le soir, quand le soleil s'en va,/
Car mon amour s'en est allé, il a quitté la ville.] »

En 1912, quand il publie The Memphis Blues, Handy a codifié le blues sous la forme d'une structure en douze mesures. Mais c'est en 1914, avec St. Louis Blues, qu'il adapte cette structure à l'écriture des paroles ainsi qu'à la mélodie sur laquelle on doit les chanter. Les paroles se présentent en couplets de trois phrases, chacune de quatre mesures - la "phrase maîtresse" (A), sa reprise plus ou moins identique (A), et la phrase de commentaire (B). Depuis St. Louis Blues, on a tendance à réduire le blues à cette forme : "demandez à n'importe quel musicien de jazz ou de pop de jouer un blues, et c'est ce que vous obtiendrez - un blues en douze mesures (trois séquences de quatre mesures, du type AAB)."

St. Louis Blues
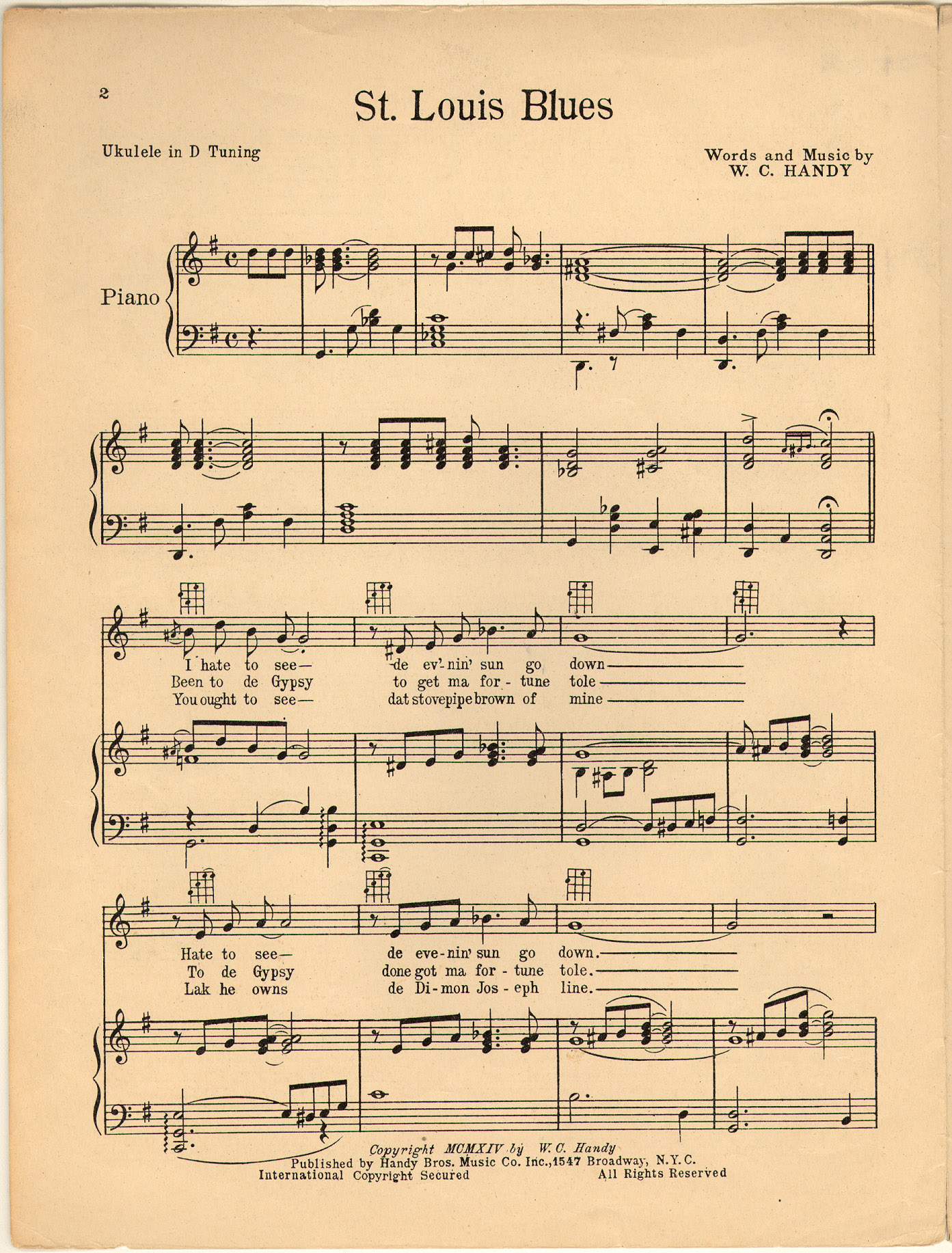
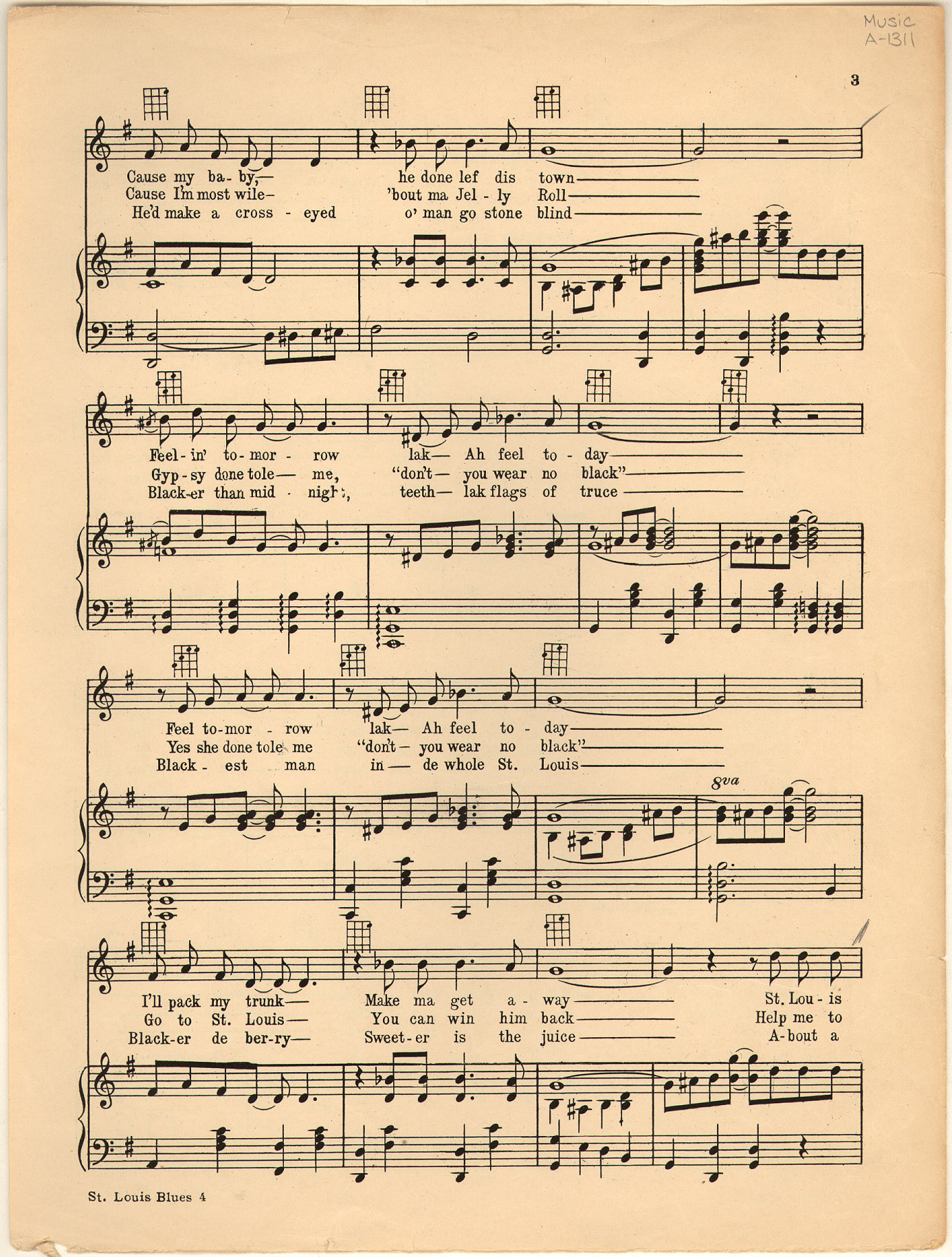
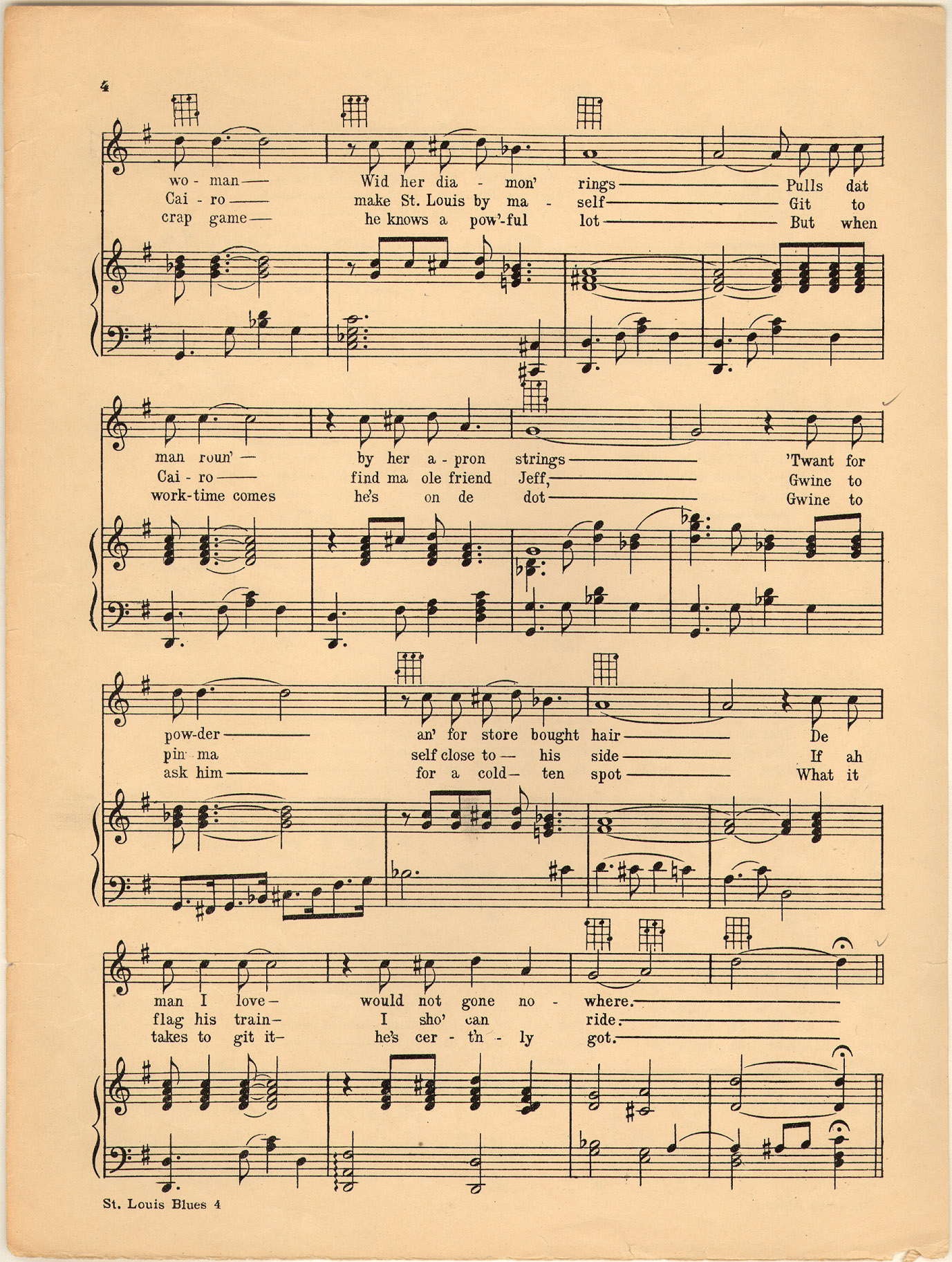
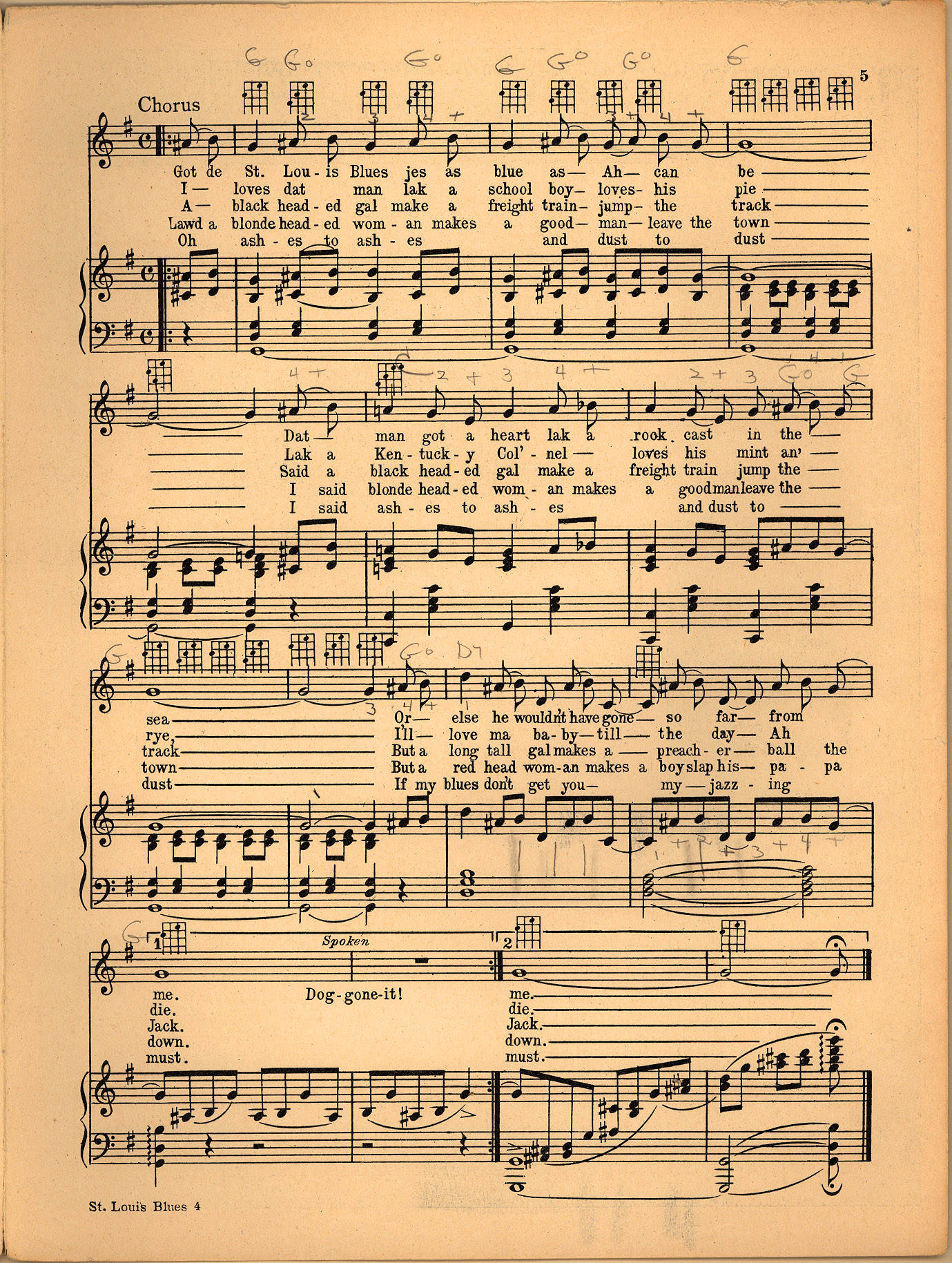

### Blues et habanera
Malgré cette codification, St. Louis Blues n'est pas un blues typique.
Comme l'écrivent Hugues Panassié et Madeleine Gautier dans leur Dictionnaire du jazz,

« "St. Louis Blues" comprend trois thèmes destinés à apparaître dans l'ordre suivant : 1) un thème de blues de douze mesures tout à fait classique, destiné à être exécuté deux fois ; 2) un thème de seize mesures dans le mode mineur, [destiné également à être exécuté deux fois, et] généralement accompagné par un rythme sud-américain ; 3) un thème de blues, tout à fait différent du premier et par lequel on doit en principe terminer le morceau [...]. »

Seul le premier thème est structuré en trois séquences de quatre mesures. Bien qu'il s'agisse aussi d'un blues, le troisième thème n'est pas structuré ainsi. C'est une reprise du thème de The Jogo Blues, un morceau instrumental que Handy a publié en 1913.
Quant au second thème, ce n'est pas un thème de blues. La plupart des commentateurs s'accordent pour dire qu'il est écrit sur un rythme de habanera. Certains d'entre eux affirment que Handy se serait familiarisé avec ce genre musical lors des concerts qu'il avait donnés à la Havane en 1892, lorsqu'il était membre des Mahara's Minstrels. Si ces commentateurs ont raison, il ne s'agit pas d'un "rythme sud-américain" comme l'écrivent Panassié et Gautier, mais d'un rythme cubain. Pourtant, lorsqu'il évoque ce thème dans son autobiographie, Handy parle de tango et non de habanera, ce qui donnerait raison à Panassié et Gautier. Mais Handy associe explicitement habanera et tango : "le rythme de la habanera, qui contient le rythme du tango", écrit-il dans son autobiographie ; "la habanera, mère du tango", écrivait Borges dans Histoire universelle de l'infamie.
La succession des trois thèmes est précédée par une introduction de neuf mesures. Elle n'a rien de blues, mais anticipe le second thème et doit être jouée sur le même rythme - habanera ou tango.
Certains ont pu reprocher à Handy sa codification du blues, trop rigide et réductrice selon eux :

« tandis que beaucoup d'authentiques joueurs de blues s'en tiennent à ce modèle, à peu près autant d'autres jouent un nombre de mesures irrégulier et fantaisiste - huit mesures, onze mesures, douze mesures et demie - tout ce qui s'accorde à l'esprit du morceau. »

À l'inverse, d'autres comme T-Bone Walker ont pu lui reprocher de ne pas s'en tenir aux douze mesures, mais d'insérer une habanera au milieu d'un blues :

« Vous savez, il n'y a qu'une sorte de blues. C'est le blues régulier de douze mesures, sur lesquelles on improvise. Il suffit d'écrire de nouvelles paroles ou d'improviser d'une nouvelle façon et on a un nouveau blues. Prenez un morceau comme "St. Louis Blues". C'est un très bel air et il a une résonance de blues, mais ce n'est pas un blues. »

Ces reproches permettent de comprendre pourquoi St. Louis Blues fait rarement partie du répertoire des musiciens de blues. Il reste à comprendre pourquoi la chanson est devenue un standard de jazz.

### Dépassement du ragtime et prémices du jazz
St. Louis Blues est devenue un standard de jazz en raison des partis pris que les bluesmen peuvent reprocher à Handy.
D'abord la codification. Par sa rigueur, elle rend possible l'improvisation collective qui sera pratiquée dans le jazz :

« La forme en douze mesures stricte [...] a été en quelque sorte entérinée par les petites formations de style New Orleans, pour des raisons évidentes : quand plusieurs instrumentistes improvisent ensemble, il est indispensable pour la cohésion métrique (mais aussi harmonique) de convenir d'une carrure qui devra être rigoureusement observée par chacun. C'est à cet apprentissage que les jazzmen classiques doivent de ne jamais faire des fautes de mesures, même dans les improvisations les plus échevelées. »

Ensuite, l'insertion de la habanera. Quand il compose St. Louis Blues, Handy cherche à dépasser le ragtime. Selon lui, le ragtime a sacrifié la mélodie à l'ivresse de la syncope. Aussi Handy se fixe-t-il comme but de concilier syncope et mélodie. De là son recours au blues et à la habanera (ou, comme il l'écrit, au tango). Handy justifie également son choix du "tango" par des raisons rythmiques.
Dans les premières années du XXe siècle, d'autres musiciens cherchent également à dépasser le ragtime. Ces tentatives aboutiront au jazz à la fin des années 1910.
Jelly Roll Morton est l'un de ces musiciens qui ne se satisfaisaient pas du ragtime. Il prétend qu'une composition doit nécessairement, pour relever du jazz, contenir une "nuance espagnole" (ou une "teinte espagnole"). À la Nouvelle Orléans, dit-il, on pouvait entendre à cette époque beaucoup de chansons espagnoles. Il donne comme exemple La paloma, une habanera. Selon lui, c'est aussi sous l'influence de ces chansons que le jazz a pu se développer à la Nouvelle Orléans.
On peut donc affirmer, si Jelly Roll Morton a raison, que St. Louis Blues est aussi devenue un standard de jazz parce qu'elle contenait, sous la forme d'une habanera, cet "assaisonnement jazzistique essentiel" : la "teinte espagnole".

## Paroles

### Genèse des paroles: l'expérience de la misère
À en croire Handy, c'est un souvenir qui est à l'origine des paroles de St. Louis Blues. En 1893, alors qu'il voyageait avec un quartet en quête de concerts, il échoua à Saint-Louis, dans le Missouri, où il fit l'expérience de la misère et de la faim. Là, il vit un soir une femme dans une situation encore plus misérable que la sienne. Ivre, "trébuchant dans une rue mal éclairée, elle marmonnait en marchant : "Ma man's got a heart like a rock cast in de sea [Mon homme a le cœur comme une pierre jetée dans la mer]."
Une vingtaine d'années plus tard, Handy écrit les paroles de St. Louis Blues en imaginant une situation à partir de cette phrase. La chanson est la plainte d'une femme : l'homme qu'elle aime l'a abandonnée, séduit par une femme habitant la ville de Saint-Louis.
Handy reprend la phrase entendue en 1893 presque telle quelle pour les paroles qu'on doit chanter lors de la première occurrence du troisième thème. Il la met en valeur en l'associant à une autre phrase, la seule dans laquelle le titre de la chanson apparaît : "Got de St. Louis blues, jes as blue as Ah can be./ Dat man got a heart lak a rock cast in the sea./ Or else he wouldn't have gone so far from me. [J'ai le cafard de Saint-Louis, ça peut pas être pire./ Cet homme a le cœur comme une pierre jetée dans la mer./ Sinon, il serait resté au lieu de partir si loin.]" La phrase est donc donnée comme une explication du titre de la chanson.
Dans son autobiographie, Handy met en rapport la détresse amoureuse qui s'exprime dans St. Louis Blues avec la misère sociale qu'il a lui-même vécue :

« J'ai toujours eu le sentiment que ces jours de misère porteraient leur fruit. J'ai toujours supposé qu'une bonne part de ces temps difficiles s'était retrouvée dans la fabrication de "St. Louis Blues" quand, bien plus tard, la chanson sembla si facilement jaillir de nulle part, le temps d'une unique soirée passée à composer au piano. »

Handy a écrit d'autres passages à partir des souvenirs de ce qu'il a pu entendre, notamment lors de ses tournées dans le Delta. Par exemple, la première phrase de la chanson ("I hate to see de ev'nin' sun go down") pourrait bien être l'inversion de la première phrase d'un chant de travail chanté par les métayers du Mississippi : "But I'm glad to see the evenin' sun go down,/ So I can go back home and lay back down. [Mais je suis content de voir venir le soir et le soleil se coucher,/ Car comme ça je peux rentrer à la maison et m'allonger.]" Dans "La signification du blues", un article qu'il a écrit en 1919, Handy mentionne un autre chant de travail dont le sens est proche :

« J'ai entendu dans une plantation du Mississippi un laboureur noir chanter, à la fin d'une journée de travail qui avait commencé à l'aurore, ces quelques bribes : "Hurry sundown, let tomorrow come" [Que le soleil se couche vite, et que demain vienne]. Il exprimait par là son espoir en des lendemains meilleurs. C'est à partir de sources de ce genre que j'ai écrit mon "St. Louis Blues" qui commence par "I hate to see the evening sun go down". »

Handy inverse le sens des paroles pour connoter, par opposition au travail rural, le mode de vie urbain de ses personnages. Mais en gardant la trace des chants de travail dans ses paroles, il met en rapport, là encore, la détresse amoureuse avec une forme de misère sociale.
De même qu'il a retranscrit les musiques populaires qu'il a pu entendre dans le Sud des États-Unis, Handy a collecté les bribes de paroles et les phrases qui lui ont paru significatives. Il a ensuite utilisé les paroles et musiques recueillies pour écrire ses propres chansons. Dans son autobiographie, il justifie cette utilisation par son intérêt pour la culture afro-américaine et par sa volonté d'en donner une image fidèle.

### Paroles écrites
« Mon histoire était centrée sur la plainte d'une femme abandonnée par l'homme qu'elle aime, mais pour la raconter j'ai recouru à l'esprit humoristique des anciennes coon songs. »

Comme il l'écrit dans son autobiographie, Handy mêle délibérément l'authenticité des matériaux qu'il a recueillis aux conventions des coon songs. Cela lui permet de tempérer par l'humour l'expression de la plainte amoureuse, conformément à sa conception du blues. Pour lui en effet, les blues sont des chansons fondamentalement insouciantes, à la différence des chants religieux des esclaves afro-américains - chants dans lesquels la tristesse s'exprime vraiment.
Ce mélange de convention et d'authenticité le conduit à brouiller les registres du naturalisme et du pittoresque. En témoigne sa tentative pour restituer le ton et le style, dans lesquels s'expriment alors les Noirs du Sud des États-Unis : Handy multiplie les "expressions idiomatiques" et les "altérations orthographiques par rapport à la norme anglaise".
Handy choisit des personnages dont il accentue la couleur de peau : la femme abandonnée présente l'homme qu'elle aime comme étant l'homme "le plus noir de Saint-Louis", "plus noir encore que minuit". Le sociologue Erwan Dianteill remarque que l'accentuation de la couleur noire, loin d'être présentée comme un défaut, est "exaltée comme un sommet de la beauté". Dianteil s'appuie sur un proverbe cité par Handy dans les paroles : "Blacker de berry, sweeter is the juice [Plus noire est la mûre, plus sucré est son jus]". Il n'est pourtant pas sûr que ce "proverbe du folklore nègre" fasse référence à la beauté de la peau noire : Wallace Thurman, dans son roman de 1929, Plus noire est la mûre, donne au proverbe une connotation plus sexuelle qu'esthétique lorsqu'il le place dans la bouche d'Alva, un des nombreux personnages qui partagent "le préjugé intra-racial en matière de couleur". Ce qui est sûr, en revanche, c'est que la femme délaissée de la chanson ne partage pas ce préjugé.
Dianteill affirme également que les paroles présentent "un reflet négatif de la morale des églises protestantes", par "le catalogue du monde du péché" qu'elles dressent : l'infidélité, la vanité de la séduction, le goût de l'alcool et des jeux de hasard, la violence et la révolte des fils contre les pères. Dans St. Louis Blues, écrit Dianteill,

« on se moque du prédicateur hypocrite qui danserait volontiers avec une jolie fille ("A long tall girl makes a preacher ball the jack" - Le Balling the jack, ou Ball the jack, était une danse relativement populaire à la fin des années 1910 ...). La personne à qui on demande conseil est la diseuse de bonne aventure, et non le pasteur ("Been to de Gipsy, to get ma fortune tol'"), et ce conseil n'a rien de moral, c'est une mise en garde magique ("Gipsy done tole me, don't you wear no black"). »

Handy met l'accent sur l'importance de la sexualité dans les rapports entre ses personnages. Il évoque la frustration sexuelle de la femme abandonnée, d'abord de manière implicite dans la première phrase ("I hate to see de ev'nin' sun go down") puis, plus tard, de manière explicite : "Cause I'm most wile 'bout ma Jelly Roll". "Jelly Roll" est une expression argotique "désignant, selon l'Oxford English Dictionnary, "les parties génitales femelles ou vagin"". Selon Nick Tosches, Handy aurait été le premier à employer l'expression dans une chanson. Quant à l'emprise sexuelle de la séductrice sur l'homme aimé, Handy l'évoque par la métaphore de la bonne cuisinière : "St. Louis Woman wid her diamon' rings/ Pulls dat man roun' by her apron strings [Cette femme de Saint-Louis avec ses bagues de diamants/ Mène mon homme par les cordons de son tablier.]"
Dans leur intégralité, les paroles écrites contiennent dix-sept couplets. Elles correspondent à l'enchaînement des trois thèmes répété trois fois et suivi du dernier thème répété deux fois.

### Paroles chantées
Les paroles écrites par Handy ont été très rarement chantées sur disque dans leur intégralité. Elles ne l'ont peut-être même jamais été. Chanteurs et chanteuses prennent des libertés par rapport aux paroles originales non seulement en omettant de nombreux passages, mais aussi en introduisant de nouvelles paroles. Parfois, ils modifient même totalement ce qu'a écrit Handy. C'est le cas du banjoïste et chanteur Eddie Peabody (en) dans les différentes versions qu'il a enregistrées.
Quand ils restent plutôt fidèles aux paroles écrites, les chanteurs et les chanteuses atténuent, pour la plupart d'entre eux, l'imitation de la parole populaire - un des effets que recherchait Handy. Aussi n'utilise-t-on pas, lorsqu'on retranscrit les paroles chantées, d'altérations orthographiques ou grammaticales par rapport à la norme anglaise.
St. Louis Blues étant écrite du point de vue d'une femme, les versions des chanteuses sont généralement les plus fidèles aux paroles de Handy. Souvent elles chantent les cinq premiers couplets (les paroles qui accompagnent le premier enchaînement des trois thèmes) qu'elles complètent par le couplet commençant par "I love that man like a schoolboy loves his pie". C'est le cas notamment de Marion Harris et de Billie Holiday. Bessie Smith chante une version encore plus courte, en se limitant aux cinq premiers couplets. Elle modifie aussi la troisième phrase du premier couplet : "It makes me feel I'm on my last go 'round [Ca me donne l'impression de faire mon dernier tour de piste]", chante-t-elle au lieu de l'habituel "'Cause my baby, he's done left this town".
Les versions les plus fidèles interprétées par des chanteurs contiennent plus de modifications. Gene Austin et Bing Crosby chantent les mêmes couplets que Marion Harris. Crosby se contente de remplacer "that man" par "that girl" et "the man I love" par "the girl I love", ce qui donne au troisième couplet une connotation lesbienne inattendue : "St. Louis woman with her diamond rings/ Pulls that girl around by her apron strings [Cette femme de Saint-Louis avec ses bagues de diamants/ Mène cette fille par les cordons de son tablier.]" Austin résout le problème de manière plus attendue, en chantant : "St. Louis woman with her diamond rings/ Pulls me around by her apron strings [Cette femme de Saint-Louis avec ses bagues de diamant/ Me mène par les cordons de son tablier.]" 

## Une chanson ambiguë
Par sa composition, qui oscille entre blues et habanera, et par ses paroles, tantôt tristes, tantôt amusantes, St. Louis Blues est une chanson ambiguë.
On a pu remarquer que la chanson jouait sur l'opposition de deux archétypes féminins, "l'amoureuse abandonnée et la tentatrice qui rivalisent pour attirer l'attention d'un homme irresponsable". Cette opposition produit aussi de l'ambiguïté : St. Louis Blues peut exprimer la plainte de l'amoureuse abandonnée, ou le triomphe de la tentatrice.
La fréquente utilisation de la chanson dans les films hollywoodiens des années 1930, même lorsqu'il n'y est pas question d'une rivalité entre deux femmes, témoigne de cette ambiguïté. Dans la bande-son de ces films, c'est souvent le second thème, le thème joué sur un rythme de habanera, qui sert à exalter le triomphe de la tentatrice. On l'entend, par exemple, dans Liliane (Baby Face) d'Alfred E. Green, à chaque fois que Lily Powers (Barbara Stanwyck) séduit un homme et gravit un échelon de la hiérarchie dans la banque où elle est employée. L'ambiguïté de la chanson est surtout manifeste au début du film, lorsque, à deux reprises, on entend un personnage chanter St. Louis Blues, a cappella et en situation. C'est Chico (Theresa Harris), une jeune femme noire qui travaille dans le bar clandestin tenu par le père de Lily. La première fois, on l'entend chanter le premier thème ("Feeling tomorrow like I feel today...") comme une complainte, pendant qu'elle fait la vaisselle. La seconde fois, on l'entend chanter le second thème ("St. Louis woman with her diamond rings...") dans un wagon de marchandise tandis qu'elle observe Lily séduire un agent de la compagnie ferroviaire afin de "payer" leur voyage vers New York.
L'utilisation de la chanson dans la bande dessinée Terry et les pirates témoigne également de cette ambiguïté. Milton Caniff, l'auteur de la BD, fait de St. Louis Blues un signal indiquant la présence d'un personnage féminin : Burma - "notre menace blonde", comme la surnomme affectueusement l'un des héros avant de pointer son ambiguïté en affirmant qu'elle a "toujours de bonnes intentions et de mauvaises fréquentations".

## Interprétations

### Premières interprétations: une chanson pour amuser ou pour faire danser
W.C. Handy publie la partition en 1914 et joue St. Louis Blues avec son orchestre dans les salles de bal. Mais il ne l'enregistre pas avant 1922.
Dès 1914, le chanteur noir Charles Anderson interprète la chanson dans les salles de vaudeville réservées aux artistes et aux spectateurs noirs. Anderson est un yodleur et un acteur travesti, spécialisé dans les rôles de "nounous de couleur". D'après un journaliste qui fit, dans les années 1910, la recension d'un de ses spectacles :

« cette façon de portraiturer un personnage n'a rien d'insultant. Cette nounou est juste une nounou... Elle fait des choses amusantes et spirituelles, comme beaucoup de nounous le font. »

Anderson avait déjà chanté un blues (Baby Seals Blues) l'année précédente, travesti en nounou. Quand il interprète St. Louis Blues, il maintient très probablement, d'une part le point de vue féminin de la chanson (contrairement à ce que feront la plupart des hommes qui la chanteront par la suite) et d'autre part son esprit humoristique (comme le feront après lui des chanteurs amuseurs, blackface à l'instar d'Al Bernard et d'Emmett Miller, ou non à l'instar d'Eddie Peabody). Quatorze ans après l'avoir créée sur scène, Charles Anderson enregistrera sa version de St. Louis Blues pour le label Okeh.
Le premier enregistrement de St. Louis Blues date du 20 novembre 1915. Il s'agit d'une version instrumentale interprétée par le Prince's Band, l'un des orchestres dirigés par Charles A. Prince. Publié par Columbia, le disque parvient à la quatrième place des charts en 1916.
En septembre 1916, le Ciro's Club Coon Orchestra, un orchestre afro-américain qui anime le Ciro's Club de Londres (et qui restera en Angleterre jusqu'à la fin de la Première Guerre mondiale), enregistre pour la branche anglaise du label Columbia une version de la chanson. Il s'agit du premier enregistrement d'une version chantée de St. Louis Blues. Composé principalement d'instruments à cordes (banjos, mandoline et contrebasse), le Ciro's Club Coon Orchestra est dirigé par le pianiste Dan Kildare. Cette interprétation est, selon Tim Brooks, "extrêmement énergique".
En 1917, sur le territoire des États-Unis, plusieurs chanteuses noires interprètent St. Louis Blues sur scène. A baltimore : Ethel Waters sous le nom de scène Sweet Mama Stringbean, d'abord en solo puis avec les Hill Sisters, sous le nom de groupe : The Hill Sisters Featuring Sweet Mama Stringbean, Singing St. Louis Blues,. A Chicago : Alberta Hunter, et Lucille Hegamin sous le nom de scène Georgia Peach. Aucune d'entre elles n'enregistre le titre à cette époque (c'est seulement en 1920 qu'une chanteuse noire, Mamie Smith, a pu enregistrer pour la première fois un disque aux États-Unis). D'après Giles Oakley qui se base sur les enregistrements qu'elles réaliseront quelques années plus tard, ces chanteuses "se reconnaissent à une certaine perfection de la diction, à une grande clarté de l'articulation", et à leur style "très soigné", proche de la musique de variétés.
La chanteuse blanche Sophie Tucker ajoute le titre à son répertoire, peut-être sous l'influence d'Alberta Hunter. Sophie Tucker est alors l'une des plus grandes stars du vaudeville. Elle est connue sur tout le territoire des États-Unis pour ses chansons et ses commentaires "osés" et "très drôles". Depuis 1916, elle est accompagnée sur scène par un orchestre de jazz, The Five Kings of Syncopation. Quelque temps après, à New York en 1919, une autre chanteuse blanche, Gilda Gray, chante St. Louis Blues sur scène en dansant le shimmy. Gilda Gray avait été découverte et lancée, l'année précédente, par Sophie Tucker.
On lit parfois que Sophie Tucker aurait été la première à enregistrer la chanson, en 1917,. Mais elle n'a rien enregistré entre juillet 1911 et décembre 1918. Il est donc très probable que la première version chantée de St. Louis Blues à avoir été enregistrée sur le territoire des États-Unis soit celle du chanteur blanc Al Bernard comme l'affirment Tim Gracyk et Frank Hoffmann.
L'enregistrement d'Al Bernard date de juillet 1918, et est publié en 1919 par le label Aeolian-Vocalion. Par la suite, le chanteur "ne devait pas cesser d'enregistrer" la chanson. Il l'enregistre notamment avec l'Original Dixieland Jazz Band (ODJB) en 1921. Cette version, publiée par le label Victor, parvient à la troisième place des charts.
D'après la notice que consacre à la chanson Elliott S. Hurwitt dans Encyclopedia of the Blues, aucune de ces premières interprétations de St. Louis Blues ne serait jouée sur un tempo lent. C'est que la chanson est née "à l'époque du ragtime, quand l'Amérique était folle de danse". Les années 1910 voient en effet le succès du tango et des danses à la mode - two-step, one-step, foxtrot et shimmy : "Déferlement des danses rapprochées et trépidantes, alors que s'éteignent, de mort naturelle, les danses [...] courtoises : mazurkas, polkas, valses, quadrilles..." Et comme le rappelle W.C. Handy dans son autobiographie, St. Louis Blues est une chanson écrite pour la danse - une chanson qui a "électrisé" les danseurs des années 1910.

### St. Louis Bluesinterprétée comme une complainte
En 1920, la chanteuse blanche Marion Harris est, d'après Elliott S. Hurwitt, la première à chanter le standard sur un tempo lent, comme une complainte. Son interprétation annonce celles qu'en donneront les crooners une dizaine d'années plus tard : Gene Austin en 1928 et Bing Crosby en 1932. Publiée sur le label Columbia, c'est la seule version de St. Louis Blues qui a atteint la première place des charts.
Cette nouvelle manière d'interpréter le standard atteint, pour reprendre les termes employés par Hurwitt, "son apothéose" dans les versions "lugubres" de Bessie Smith : la version de 1925 où elle est accompagnée par Fred Longshaw à l'harmonium et Louis Armstrong au cornet, et celle de 1929 qu'elle enregistre, avec orchestre et chœur, pour le cinéma - deux interprétations sur un tempo encore plus lent que celui de l'interprétation de Marion Harris.
"Très lente, accablée, désespérée", la version de 1925 est un enregistrement à part. Elle se distingue des versions des autres chanteuses par "l'accent tragique" de Bessie Smith et par son style vocal, "primitif", "puissant" et "sensuel" - un style auquel on a pu reprocher à ses débuts d'être "trop rugueux". Elle se singularise aussi par l'accompagnement musical. Le choix de l'harmonium à la place du piano et la manière dont Fred Longshaw en joue "donnent un caractère quasi religieux à cet enregistrement". Au cornet, Armstrong semble dialoguer avec Bessie Smith et, par les "contrechants" qu'il "brode", transforme "ce qui devait être un simple vocal en un magnifique duo". Les musiciens suppriment l'introduction sur un rythme de habanera : comme pour signaler qu'il ne s'agit plus d'une chanson faite pour danser, Longshaw remplace l'introduction par "un simple accord d'harmonium d'environ une mesure, hors tempo, sur lequel Armstrong pose une note qu'il joue crescendo". En écho à cette suppression, Bessie Smith et ses musiciens atténuent la rupture qu'introduit le second thème et donnent ainsi "une simplicité classique" à la chanson. Style vocal, accompagnement musical, atténuation des ruptures et des rythmes de danse contribuent à l'effet d'ensemble : une "expression plus intérieure que spectaculaire", comme Boris Vian le remarquera à l'occasion de la réédition française de 1959. Publié par le label Columbia, cet enregistrement est resté six semaines dans les charts en 1925, et a atteint la troisième place.
Au sujet de la manière dont Armstrong accompagne Bessie Smith, Hugues Panassié évoque

« cette densité sonore, ce phrasé pesant sans lourdeur, traînant sans mollesse qui donnent au jeu de Louis son accent si intensément "blue", exacte réplique instrumentale au chant inoubliable de Bessie Smith. »

Très différente de la version dépouillée de 1925, la version pour le cinéma de 1929 est supervisée par W.C. Handy. Bessie Smith est accompagnée par un orchestre (avec James P. Johnson au piano) et par le Hall Johnson Choir (les arrangements du chœur sont de Handy et de Rosamond Johnson). Handy ne revient pas sur la suppression de l'introduction qu'il avait initialement écrite. Il la remplace, non par un simple accord joué sur un instrument, mais par un chant a cappella de Bessie Smith : "My man's got a heart like a rock cast in the sea". Cette nouvelle introduction lui permet de mettre en exergue la phrase qui est à l'origine de la chanson et qu'il avait entendue à Saint-Louis, dans la bouche d'une femme ivre. Handy semble ainsi s'approprier la nouvelle manière d'interpréter St. Louis Blues. Pourtant il ne renonce pas totalement à la danse : au milieu de la chanson, il introduit un long break instrumental sur un tempo rapide, pendant qu'à l'image les danseurs se déchaînent. Handy ponctue la fin du break par une citation de Rhapsody in Blue de Gershwin, et enchaîne sur St. Louis Blues repris sur un tempo lent.

### Les interprétations d'Armstrong

#### 1929 - 1935: six interprétations dans lestyle hot
À partir de 1929, Louis Armstrong dirige des ensembles de dix musiciens et plus. C'est dans ce contexte qu'il enregistre à plusieurs reprises St. Louis Blues, un standard qu'il avait laissé de côté lorsqu'il dirigeait des petites formations (les Hot Five et les Hot Seven).
En décembre 1929, quelques semaines après le krach boursier, il en enregistre deux versions instrumentales et une version chantée pour le label Okeh. Tommy Rockwell, "dur et agressif directeur des enregistrements chez Okeh", lui impose pour l'occasion l'orchestre de Luis Russell (avec, notamment, Henry "Red" Allen à la trompette, J.C. Higginbotham au trombone et George "Pops" Foster à la contrebasse). Armstrong préférait celui de Carroll Dickerson avec lequel il avait enregistré pendant les mois précédents. Pourtant, des historiens du jazz comme Lucien Malson considèrent que l'orchestre de Russell est le meilleur de ceux qui l'ont accompagné durant cette période.
La version chantée de St. Louis Blues, la seule des trois versions publiée à l'époque, fait date. Armstrong y prend le contre-pied de la version de Bessie Smith à laquelle il avait participé : il choisit un tempo plus rapide et restaure l'introduction sur un rythme de habanera. Il ne chante que sur le troisième thème, comme le faisait Al Bernard dans la version de l'ODJB, et conclut par une succession de quatre chorus à la trompette. Selon Lucien Malson :

« [Ces] quatre chorus [...] sont [...] étonnants. Entre chacun d'eux une note fait pont, amenant une série de phrases de même découpage. Par la dernière série, où la note initiale du motif répété est attaquée dans l'aigu, Armstrong atteint une sorte d'exaspération superlative. »

Selon Hugues Panassié, "le swing de cette interprétation est indescriptible". Cette version atteint la onzième place des charts en 1930.
Armstrong enregistre ensuite, avec d'autres orchestres, trois versions sur un tempo plus rapide encore : la version instrumentale d'avril 1933 pour le label Victor, et les deux versions chantées qu'il enregistre à Paris en novembre 1934 pour le label Brunswick. En 1958, à l'occasion de la réédition d'une des deux versions parisiennes, Boris Vian écrit :

« Ce "Saint-Louis Blues" est remarquable par la variété des rythmes qu'il présente, et il contient un des rares exemples de chorus où Louis fait usage de la citation (ici, une phrase de la vieille chanson "Dixie" très en honneur parmi les troupes américaines en 1917). »

Dans le même texte, Vian prévient les futurs auditeurs :

« Le mouvement de habanera, du début de "Saint-Louis Blues", ne devra pas surprendre ; [...] bien avant l'utilisation massive que devaient en faire les musiciens de jazz à partir de 1945, les rythmes sud-américains, cubains et par conséquent espagnols ont fait apparition dans les orchestres les plus traditionalistes. Il n'y a que les profanes pour s'en étonner. »

La remarque de Vian montre qu'en France, en 1958, beaucoup identifient St. Louis Blues à la seule interprétation de Bessie Smith et par conséquent ignorent ou oublient les autres versions qui, pour la plupart, commencent sur un rythme de habanera (en particulier les versions antérieures d'Armstrong). Cette remarque s'inscrit également dans la querelle liée à la réception du Be Bop en France. En effet, l'introduction de rythmes cubains ou sud-américains, sensible notamment chez Dizzy Gillespie, est l'une des raisons pour lesquelles Hugues Panassié affirmait que "le Be Bop est une musique distincte du jazz".

#### Les années 1950: deux versions "extra-longues" sur un tempo lent
En 1954, le producteur George Avakian commande à Armstrong un album des chansons de Handy pour le label Columbia. Avakian  :

« Bien que douze chansons fût la norme pour un album de pop, je ne lui en ai proposé que onze parce que je voulais que Pops [= Armstrong] fasse des versions extra-longues de certaines d'entre elles [...]. [Finalement], toutes les chansons de l'album, à l'exception d'une, faisaient plus de trois minutes. Seule "St. Louis Blues" a dû être coupée parce qu'elle durait près de neuf minutes. »

Le LP Louis Armstrong Plays W.C. Handy s'ouvre par la version coupée de St. Louis Blues. Elle dure environ sept minutes. La version non coupée ne sera publiée qu'en 1997, sur la deuxième édition du CD. Elle est jouée sur un tempo lent sans pour autant être une complainte. Armstrong et ses musiciens commencent par une interprétation instrumentale : ils jouent la totalité du morceau mais modifient l'ordre de succession des thèmes. Après cette longue introduction, Velma Middleton chante les quatre premiers couplets, en reprenant la modification que Bessie Smith avait introduite dans les paroles mais en évitant le ton tragique. Au cinquième couplet, Middelton prend beaucoup plus de libertés avec les paroles d'Handy. C'est alors qu'Armstrong intervient pour chanter le couplet rarement chanté dans lequel le personnage mentionne son "jelly roll", puis la chanson devient un dialogue entre les deux chanteurs. Les libertés prises avec les paroles et avec la partition visent à retrouver l'esprit humoristique qu'Handy avait insufflé à sa composition. D'après Boris Vian, il s'agit d'une des interprétations "les plus belles" de St. Louis Blues. Elliott S. Hurwitt considère également qu'il s'agit d'une des meilleures versions du standard. Il attire notamment l'attention sur le solo de clarinette de Barney Bigard, peu après la cinquième minute.
Le 14 juillet 1956 au Lewisohn Stadium (en) de New York, Armstrong interprète St. Louis Blues accompagné par les All Stars ainsi que par un orchestre, composé de quatre-vingt huit musiciens du New York Philharmonic et dirigé par Leonard Bernstein. Cette version, entièrement instrumentale, est très différente de celle de 1954, bien qu'elle dure également près de huit minutes et soit jouée sur un tempo lent. Le concert est filmé et intégré dans le documentaire Satchmo the Great, produit par Edward R. Murrow et sorti en 1957. On y voit, parmi les spectateurs, W.C. Handy.

### St. Louis Bluesinterprétée comme un hymne et comme une marche
Dans son autobiographie, W.C. Handy affirme que St. Louis Blues a été jouée "devant le palais d'Haïlé Sélassié comme une sorte d'Hymne de bataille du Lion de Juda [Battle Hymn of the Lion of Judah]". Par cette allusion à The Battle Hymn of the Republic, Handy suggère que les Ethiopiens ont fait de sa chanson un usage patriotique et guerrier. C'est en effet dans le contexte de la seconde guerre italo-éthiopienne que St. Louis Blues a, dit-on, été joué par des musiciens de l'armée éthiopienne. Que ce soit une légende ou une réalité, Handy a pu en entendre parler car, aux Etats-Unis, la guerre a attiré l'attention de l'Associated Negro Press (en) ainsi que de plusieurs groupes au sein de la communauté noire - groupes qui se sont mobilisés en faveur des civils et des réfugiés éthiopiens.
Le bombardement de Pearl Harbor n'a pas encore eu lieu quand Handy écrit son autobiographie. Peu de temps après l'entrée en guerre des Etats-Unis, Glenn Miller qui dirige l'un des orchestres de danse les plus populaires du moment, s'engage dans l'armée. Trop vieux pour combattre, il demande à être placé à la tête d'un orchestre afin de moderniser la musique militaire. Il obtient le grade de capitaine, dirige le Army Air Forces Training Command Orchestra à partir d'août 1942, réunit une équipe d'arrangeurs, et demande à Jerry Gray (en) d'arranger St. Louis Blues pour en faire une marche militaire. L'enregistrement de St. Louis Blues March est édité en 1943 sur l'un des premiers V-Discs de Miller.
Miller meurt en décembre 1944. L'orchestre qu'il avait dirigé entre 1938 et 1942 est à nouveau réuni à partir de 1946, sous la direction du saxophoniste et chanteur Tex Beneke. En 1947, Beneke et l'orchestre de Glenn Miller enregistrent St. Louis Blues March. Le titre est publié en single par RCA Victor et atteint la cinquième place des charts en 1948.
St. Louis Blues, qui au début des années 1930 était souvent utilisée dans le cinéma hollywoodien pour connoter la débauche, la prostitution ou la trahison, est devenue au cours des années 1940 une chanson patriotique, au point d'être immédiatement identifiée avec les Etats-Unis. Langston Hughes le remarque au début du chapitre qu'il consacre à Handy dans Famous American Negroes, un recueil de portraits écrit pour la jeunesse et publié en 1954 :

« Les orchestres des grands hôtels, en Europe, entament souvent "The St. Louis Blues" lorsqu'ils apprennent que des Américains sont attablés dans la salle de restaurant. [...] Certains étrangers croient même qu'il s'agit de l'hymne national américain. »

## Chansons dérivées
Plusieurs chansons font référence, par leurs paroles ou leur musique, à St. Louis Blues.
Trois d'entre elles sont écrites par J. Russel Robinson, qui fut arrangeur et parolier pour W.C. Handy, et membre de l'Original Dixieland Jazz Band.
D'abord, St. Louis Gal en 1922. Cette chanson reprend un personnage de la chanson originale : la séductrice de St. Louis. Bessie Smith interprète St. Louis Gal quelques mois avant d'interpréter St. Louis Blues. On a pu écrire que la version de 1929 par les Cotton Pickers, un groupe de minstrels, était une parodie de St. Louis Blues. C'est une erreur : il s'agit en fait d'une parodie des versions antérieures, sérieuses, de St. Louis Gal.
Ensuite, The Ghost of the St. Louis Blues et There Will Never Be a Melody Like the St. Louis Blues en 1929, deux chansons plus explicitement en rapport avec St. Louis Blues que la précédente. The Ghost of the St. Louis Blues est interprétée par Emmett Miller en 1929 (un an plus tôt, il avait interprété St. Louis Blues), par Leon Redbone sur l'album Sugar en 1990, et par Maria Muldaur & her Garden of Joy sur l'album Good Time Music for Hard Times en 2009. En revanche, il est difficile de trouver les traces d'une interprétation de There Will Never Be a Melody Like the St. Louis Blues.
Autres chansons écrites en référence à St. Louis Blues :
- Low Down St. Louis Blues, de Lonnie Johnson (1931). Un blues en six couplets écrits dans la forme AAB. Les paroles du premier couplet font référence aux paroles de St. Louis Blues (les femmes de Saint-Louis ne peuvent pas s'empêcher de défier les autres femmes, en les menaçant de séduire leur homme). Les couplets suivants vont beaucoup plus loin dans l'évocation des femmes de mauvaise vie : alcooliques et meurtrières, faisant peur aux flics...

- When a St. Louis Woman Goes Down To New Orleans, d'Arthur Johnston (musique) et Sam Coslow (paroles). Chanson écrite pour Mae West. Elle l'interprète en 1934 dans le film Ce n'est pas un péché (Belle of the Nineties) de Leo McCarey[122].

## En France

### Pendant les années 1930
En 1935, le Quintette du Hot Club de France enregistre une version de St. Louis Blues - selon Daniel Nevers, "un pur chef-d'œuvre" : "L'introduction faussement hésitante de Django [Reinhardt], son long solo sur le rythme de la habanera, l'intervention d'une maîtrise parfaite de Grappelli, contribuent à en faire une des plus belles versions, à égalité avec celle, dix ans plus tôt, de Bessie Smith [...]."
En 1937, Django Reinhardt enregistre une nouvelle version du standard, en trio cette fois (avec Louis Gasté à la guitare et Eugène d'Hellemmes à la contrebasse).
En 1938, Jean Wiéner enregistre St. Louis Blues dans un arrangement au clavecin : "une version pour le moins insolite", selon Martin Pénet.

### Sous l'Occupation
Dans La Rage de vivre (Really the Blues), son autobiographie publiée en 1946, Mezz Mezzrow raconte que son ami Hugues Panassié a défié l'autorité nazie en diffusant, dans l'émission de radio qu'il animait, une version de St. Louis Blues par Armstrong :
« Quand le censeur allemand venait fourrer son nez dans les programmes pour voir ce que Hugues passait, on leur montrait sur l'étiquette du disque des titres comme "La tristesse de Saint Louis" et Hugues expliquait obligeamment qu'il s'agissait d'une complainte écrite en l'honneur de ce pauvre Louis XIV, enfin un machin historique vieux comme Hérode et aussi respectable. Mais ce que le limier de la Kultur ignorait, c'est que sous cette étiquette, il y en avait une autre de la maison Victor, mentionnant le nom de l'instrumentiste : Louis Armstrong, et le vrai titre "Saint Louis Blues". »
Si une telle étiquette avait effectivement existé, elle aurait mentionné un "machin historique" encore plus vieux et respectable que ne le dit Mezzrow, puisque Saint Louis est le nom par lequel on désigne communément Louis IX (et non Louis XIV).
L'anecdote est reprise en 1954 par Langston Hughes. Mais elle est fausse. « Cette Tristesse de Saint Louis, affirme Daniel Nevers, n'a jamais été mentionnée sur la moindre étiquette de disque ». En s'appuyant sur le programme de la Radiodiffusion nationale ainsi que sur le journal intime que tenait Panassié, l'historien Gérard Régnier a montré que l'anecdote est « de pure invention » et qu'elle a donné lieu à une « légende ». Même sur Radio-Paris, « Saint Louis Blues fut diffusée treize fois sous son titre original, le nom du compositeur, W.C. Handy, étant toujours mentionné ». 
En "inventant" cette anecdote, Mezzrow a peut-être pensé au titre de la version italienne de St. Louis Blues, enregistrée par le Trio Lescano en 1941 : Le tristezze di San Luigi.
S'il n'existe aucune Tristesse de Saint Louis sur un disque pressé en France pendant l'Occupation, il existe un enregistrement titré Saint-Louis Pelouze. Il s'agit d'une version instrumentale de St. Louis Blues enregistrée en 1943 par Léo Chauliac et son orchestre. Le titre fait « allusion à la rue Pelouze, quartier des Batignolles, où se trouvait un petit studio d'enregistrement ». Cette version, restée inédite à l'époque, n'a été publiée pour la première fois qu'en 1990 dans la compilation Swing & Occupation, 1940-1943, vol. 1.
Dans le livret de la compilation Les Zazous - Swing Obsession 1938-1946, Eric Rémy se demande si pendant l'Occupation les titres des standards de jazz ont été francisés volontairement ou par crainte de la censure. « Les difficultés de prononciation des Français notoirement nuls en langues » pourraient laisser croire que les titres ont été francisés volontairement. Elles auraient « permis qu'I Got Rhythm devienne Agatha rythme et St. Louis Blues, Saint-Louis Pelouze ». Mais dans le cas des enregistrements réalisés en vue du pressage d'un disque, la réponse dépend en fait de la date : « On peut affirmer qu'il n'y eut aucune censure de la production discographique jusqu'à l'entrée en guerre des États-Unis, le 11 décembre 1941. [...] En revanche, à partir de 1942, tout enregistrement ne peut être réalisé qu'après visa de la Propagandastaffel. [...] On n'enregistre désormais pratiquement plus de morceaux avec titres en anglais, les standards sont dans la majorité des cas francisés [...]. » C'est pourquoi en 1940 et 1941 le label Swing a pu publier sans franciser le titre des versions de St. Louis Blues signées par Gus Viseur et son orchestre ou par Aimé Barelli et l'orchestre du Jazz de Paris, alors que l'enregistrement de 1943 du standard est titré Saint-Louis Pelouze. 

### Dans l'après-guerre et pendant les années 1950
En 1947, Simone Alma enregistre, accompagnée par Jacques Hélian, "Mon âme pleure", une adaptation de St. Louis Blues. Elle en a écrit les paroles françaises sous le pseudonyme d'Hélène Simon. Le disque est publié par Pathé.
Onze ans plus tard, Simone Alma enregistre à nouveau le standard, accompagnée cette fois par Pierre Brachet. La nouvelle version est plus rock, mêlant les paroles anglaises aux françaises. Elle est publiée par le label Teppaz sur le EP Simone Alma n. 2.
Le 16 mai de la même année, Simone Alma produit et présente Jazzorama, une émission de télévision réalisée par Jean-Christophe Averty. À la fin de l'émission, elle rend hommage à W.C. Handy (mort quelques semaines plus tôt, le 28 mars 1958) et chante en anglais St. Louis Blues, accompagnée par Claude Bolling et Sidney Bechet.

## Dans la littérature

### Littérature anglophone

#### Littérature de laRenaissance de Harlem
Plusieurs écrivains de la Renaissance de Harlem entretiennent des relations avec W.C. Handy : en 1927, Langston Hughes écrit des paroles pour une de ses chansons : Golden Brown Blues ; en 1941, Arna Bontemps édite chez The MacMillan Company Father of the Blues, son autobiographie. Seront ici mentionnées les références à St. Louis Blues dans les seules œuvres de fiction des écrivains de la Renaissance de Harlem.
Selon certains commentateurs, Plus noire est la mûre: roman de la vie nègre, que Wallace Thurman publie en 1929, tirerait son titre d'un extrait (rarement chanté) des paroles originales de St. Louis Blues. Mais Thurman donne une autre source : un "proverbe du folklore nègre". Et rien n'interdit de penser que Thurman ait connu ce proverbe indépendamment de la chanson de Handy.
On trouve des références beaucoup plus explicites à St. Louis Blues dans d'autres œuvres associées à la Renaissance de Harlem :
- New St. Louis Blues est le titre d'un poème de Sterling A. Brown publié en 1932 dans le recueil Southern Road[139].
- Dans Les Enfants du printemps, roman de Wallace Thurman publié en 1932, à la fin du chapitre XXI, alors que la réunion d'artistes et d'intellectuels noirs organisée à l'instigation du professeur Parkes tourne au désastre, Tony et Sweetie May, deux personnages secondaires, comparent "leur version personnelle du blues St. James Infirmary. Tony prétendait que ces vers deviendraient aussi incontournables que ceux du St. Louis Blues."[140]
- Dans "Les blues que je joue", nouvelle de Langston Hughes publiée dans le recueil Histoires de blancs en 1934, la pianiste Oceola Jones choisit des Etudes de Liszt, St. Louis Blues et la Pavane pour une infante défunte de Ravel, lorsqu'elle joue pour la première fois chez Mrs Ellsworth[141].
- The Saint Louis Blues est le titre d'un livret de ballet que Langston Hughes a écrit en 1941, à partir de la chanson, pour Katherine Dunham. Le ballet est resté à l'état de projet[142].
- Dans la scène 8 de For This We Fight, une pièce de théâtre engagée que Langston Hughes écrit en 1943 (" nous voulons chasser Hitler non seulement hors d'Europe mais aussi hors des Etats-Unis d'Amérique"[143]), le soldat noir fait écouter à son fils St. Louis Blues. Il présente ainsi la chanson : "Quand ton père n'était encore qu'un gamin, Junior - ou plutôt juste à l'époque de ma naissance - un homme noir a donné à l'Amérique - et au monde - une nouvelle musique, une nouvelle chanson qu'il a notée au revers d'une vieille enveloppe, une nuit à Memphis. Ecoute ! L'homme qui a écrit cette chanson - W.C. Handy et St. Louis Blues." Quand il ajoute, après avoir fait écouter la chanson, que le blues est "une part authentique de la culture nègre", un membre du Bund germano-américain l'interrompt : "Culture nègre - bah ! Der ist kein culture nègre."[144]
- Dans Request for Requiems, un poème publié en 1949 dans le recueil One-Way Ticket, Langston Hughes demande qu'on joue St. Louis Blues à sa mort : "Play the St. Louis Blues / For me when I die / I want some fine music / Up there in the sky."[145]

#### Autres textes
- Selon certains commentateurs, William Faulkner a titré sa nouvelle Soleil couchant (That Evening Sun), publiée en 1931, d'après les paroles de St. Louis Blues ("I hate to see that evening sun go down")[146].
- Dans The Trial, un poème publié en 1935 dans le recueil Theory of Flight, la poétesse Muriel Rukeyser (en) évoque un garçon noir "sifflant St. Louis Blues"[147].
- Dans la section Actualités XLV de La Grosse Galette (The Big Money), un roman publié en 1936, John Dos Passos insère trois fragments extraits des paroles de St. Louis Blues[148]. La Grosse Galette est le troisième tome de la trilogie U.S.A.
- Dans La Boutique du tailleur, une nouvelle publiée en 1936 dans le recueil Printemps noir, Henry Miller écrit : "Plus bas, vers Mobile, des nègres répètent le Saint Louis Blues, sans une note de musique devant les yeux, et les gens se préparent à devenir fous à l'entendre hier, aujourd'hui, demain. Tout le monde se prépare à être enlevé, drogué, violé, noyé par cette musique nouvelle qui suinte de la sueur de l'asphalte."[149]
- Dans The Hummingbird Comes Home, une nouvelle de William Irish publiée en 1937, Ben, un braqueur qui n'hésite pas à assassiner, fredonne sans cesse St. Louis Blues. "J'en ai marre de t'entendre fredonner toujours ton même air !", lui reproche un de ses complices. Réponse de Ben : "Je ne m'en rends même plus compte. J'fais ça comme je respire."[150] Le traducteur français de la nouvelle a choisi de la titrer "Saint Louis Blues".
- Dans Prima Belladonna, première nouvelle du cycle de Vermilion Sands, publiée en 1956, J. G. Ballard évoque l'interprétation (jamais enregistrée) de St. Louis Blues par Sophie Tucker[151].
- Dans le chapitre 19 de La Reine des pommes, roman de Chester Himes publié en 1957, des badauds assistent, hilares, à l'interpellation d'Imabelle par un policier. L'un d'entre eux cite deux vers de St. Louis Blues (qu'on n'entend que dans certaines interprétations de la chanson, celles d'Al Bernard ou des Mills Brothers par exemple) : "Black gal make a freight train jump the track / But a yaller gal make a preacher Ball de Jack"[152].

### Littérature francophone
- St. Louis Blues est le titre d'un poème de Georges Henein, illustré d'un dessin de Kamel El-Telmisany et publié par José Corti en 1938 dans le recueil Déraisons d'être[153]. La "femme de la ville" du poème, avec ses "bracelets/qui lui brûlent les bras", fait écho à la "femme de St. Louis", "avec ses bagues de diamant", de la chanson. Par l'expression "femme de la ville", Henein désignerait une prostituée[154].
- Dans la scène 5 de la pièce de théâtre Huis clos (représentée pour la première fois en 1944), Jean-Paul Sartre fait dire à Estelle, l'un des personnages : "Qu'est-ce que c'est que cet air-là ? Je l'aimais tant. Ah ! C'est Saint Louis Blues"[155].
- Dans Que l'éternité soit avec vous!, roman de Louis Thirion publié en 1986 dans la collection Anticipation du Fleuve noir, une version de St. Louis Blues, plus étrange pour le lecteur que pour les personnages, revient périodiquement[156] comme pour signaler une réalité alternative ou une mémoire historique faussée. Au XXIXe siècle, un tyran s'est emparé "de la maîtrise du temps" et joue "avec les époques et les hommes comme d'autres jouent avec les chiens de luxe, les belles esclaves ou les mignons"[157] : il organise une orgie au cours de laquelle un orchestre joue St. Louis Blues - "l'orchestre du Hot Club de France" avec Stéphane Grappelli, et, "naturellement, la trompette était tenue par Sidney Bechet qu'accompagnait Boris Vian"[158]. Thirion exprime son ironie par le choix de l'adverbe "naturellement" : Bechet était saxophoniste et clarinettiste, Vian trompettiste, et ni l'un ni l'autre n'ont jamais fait partie du Quintette du Hot Club de France.

### Littérature hispanophone
- Au chapitre 6 du Recours de la méthode, d'Alejo Carpentier, le Premier Magistrat  se rend au consulat américain pour fuir son pays en révolte. L'agent consulaire qui le reçoit se met à jouer de l'harmonium tout en lui parlant : ""J'ai été un grand ami du prodigieux Christopher Handy, auteur de ce Memphis Blues que je joue." Puis il passe à un Saint Louis Blues, du même Handy, qui a le pouvoir de mettre en grand émoi la gouvernante [...]. Je regarde ses mains qui volent sur le clavier : c'est une sorte de dialogue, de lutte parfois, opposition et accord, d'une main femelle - la droite - et d'une main mâle - la gauche - qui se combinent, se complètent, se répondent, mais dans une synchronie située à la fois à l'intérieur et en dehors du rythme." [159]Au chapitre 7, le Premier Magistrat exilé à Paris entend à nouveau Saint Louis Blues[160].

## Au cinéma

### St. Louis Blues, deDudley Murphy(1929)
Court métrage de fiction, produit par Dick Currier et W.C. Handy, avec Bessie Smith dans le rôle principal (c'est l'unique film dans lequel elle apparaît). D'une durée de 16 minutes et intégralement interprété par des acteurs noirs, le film est moins une illustration qu'une mise en situation de la chanson :
Bessie (Bessie Smith) surprend Jimmy (Jimmy Mordecai), l'homme qu'elle aime et qu'elle entretient, dans les bras d'une autre femme. Elle chasse brutalement la femme. Jimmy frappe Bessie, fait sa valise et la quitte en riant. Elle reste seule, effondrée, dans son appartement. Sans se redresser, elle saisit un verre et une bouteille, boit, et commence à chanter : "My man's got a heart like a rock cast in the sea". Fondu au noir. Bessie est maintenant accoudée au comptoir d'un bar clandestin, un verre de bière à la main. Elle semble ivre et triste. Elle continue de chanter la même phrase. Quand elle cesse, la caméra la quitte et on découvre qu'elle est dans une boîte de nuit. L'orchestre commence à jouer, lentement, accompagné par les voix des clients attablés. Sur la musique de l'orchestre, Bessie, toujours accoudée au comptoir, chante St. Louis Blues. Soudain, le tempo accélère et des clients se lèvent pour danser. Comme mise à l'écart par la musique, Bessie s'est tue. Mais voici Jimmy qui entre dans la boîte de nuit. Il retrouve Bessie qui tombe dans ses bras. La musique prend un rythme plus langoureux. Les deux amants, apparemment réconciliés, dansent, serrés l'un contre l'autre. Jimmy en profite pour prendre l'argent que Bessie conserve dans ses bas, rejette brutalement sa partenaire vers le comptoir, compte ostensiblement les billets, et s'en va, hilare. Accablée, Bessie reprend sa chanson.
Le film a d'abord été distribué par la RKO avant d'être repris par Sack Amusement Enterprises, une compagnie spécialisée dans la production et la distribution de race films.

### Autres courts métrages

#### Courts métrages musicaux
Au début du parlant, les grands studios hollywoodiens produisent des courts métrages musicaux afin de remplacer les "coûteuses représentations scéniques" (les attractions) qui avaient lieu pendant les séances, avant la projection du film. Au fil des ans, ces courts-métrages deviennent plus sophistiqués, intégrant souvent les numéros musicaux au sein d'un récit de fiction. La liste qui suit recense les courts métrages musicaux, disponibles en streaming ou sur DVD, dans lesquels St. Louis Blues est interprétée. La liste n'est pas exhaustive.
- Witt & Berg (1926). Film sonore produit par la Vitaphone Corporation (Warner Bros). Bob Witt, au ukulele, et Cy Berg, à la guitare, interprètent différentes chansons dont St. Louis Blues.
- Dick Rich and His Synco-Symphonists (1928). Une production Warner Bros. Dick Rich et son orchestre interprètent différents morceaux dont une version chantée de St. Louis Blues.
- Nine O'Clock Folks, de Roy Mack (1931). Une production Warner Bros. Différents numéros musicaux sur une scène de théâtre. Les Mound City Blue Blowers interprètent St. Louis Blues.
- Those Blues (1932). Une production Paramount. Vincent Lopez et son orchestre interprètent St. Louis Blues.
- Hollywood on Parade No. A-1, de Louis Lewyn (1932). Une production Louis Lewyn distribuée par la Paramount. À la fin du film, Eddie Peabody interprète St. Louis Blues au banjo.
- That's the spirit, de Roy Mack (1933). Une production Warner Bros. Deux hommes (interprétés par Flournoy Miller grimé en blackface et Mantan Moreland) pénètrent de nuit dans la boutique d'un prêteur sur gage. La boutique est hantée. Des petites figurines représentant un chef d'orchestre et ses musiciens prennent vie. C'est Noble Sissle à la tête d'un orchestre mixte. Ils interprètent, entre autres, une version instrumentale de St. Louis Blues.
- Barber Shop Blues, de Joseph Henabery (1933). Une production Warner Bros. Un barbier a invité l'orchestre de Claude Hopkins et un groupe de chanteurs pour l'inauguration de son nouveau salon. Ils commencent le spectacle par une interprétation de St. Louis Blues. Les paroles ont été adaptées pour l'occasion : sur l'air de "I hate to see that evening sun go down", ils chantent "I want a shave, I want a haircut too".
- The Black Network, de Roy Mack (1936). Une production Warner Bros., avec Nina Mae McKinney. Une fiction autour de la programmation d'une station de radio permet de faire le lien entre différents numéros musicaux, parmi lesquels une interprétation frénétique, par moments en scat, de St. Louis Blues par les Washboard Serenaders.
- Melody in May, de Ben Holmes (1938). Une production RKO. Ruth Etting interprète son propre rôle. Après avoir enregistré en studio St. Louis Blues, Ruth part en vacances dans une petite ville. Là, elle aide un jeune homme timide à prendre confiance en lui.
- Himber Harmonies, de Leslie M. Roush (1938). Une production Paramount. Le film suit l'orchestre de Richard Himber pendant une journée : répétition, enregistrement d'un disque, participation à une émission de radio, concert dans une boîte de nuit. St. Louis Blues est jouée pendant l'émission de radio, non par l'orchestre mais par deux petites formations qui se répondent : les passages sur un rythme de habanera sont interprétés par un quatuor à cordes (le Selinsky String Quartet), les autres passages par le Adrian Rollini Trio (vibraphone, guitare et contrebasse).

#### Courts métrages de fiction
- What Price Pants, de Casey Robinson (1931). Un tailleur, champion de la confection de pantalon, est licencié. Il s'endort et rêve. Dans son rêve, la prohibition n'est pas la même que dans la réalité : c'est le port du pantalon, et non l'alcool, qui est interdit. Les hommes doivent se promener dans la rue en caleçon. Le tailleur tient un "bar" clandestin dans lequel on peut acheter et porter des pantalons. Des policiers en caleçon font une descente dans le bar, pendant qu'un pianiste (hors-champ) joue une version instrumentale de St. Louis Blues.
- Daïnah la métisse, de Jean Grémillon (1931). Au bout d'environ 10 minutes de film, après le numéro de magie, l'orchestre du paquebot joue différents différents morceaux de jazz, dont St. Louis Blues. Les passagers, masqués, dansent.

### Longs métrages

#### Films hollywoodiensPré-Code
- Hallelujah !, de King Vidor (1929). La chanson est chantée a cappella par Nina Mae McKinney.
- Is Everybody Happy ?, d'Archie Mayo (1929). D'après imdb.com, le film est perdu[164]. Il s'agirait d'une fiction racontant trente ans de la vie d'un chef d'orchestre. Le rôle principal serait tenu par un authentique chef d'orchestre qui avait déjà enregistré deux fois St. Louis Blues : Ted Lewis.
- Up the River, de John Ford (1930). Lors d'un spectacle organisé par des détenus, Slim (Bob Burns), grimé en blackface, interprète St. Louis Blues avec une sorte de trombone qu'il a fabriqué et qu'il appelle le "bazooka". Il a choisi St. Louis Blues en l'honneur de Saint Louis (Spencer Tracy), un détenu très populaire dans la prison. Pendant ce temps, Saint Louis prépare son numéro - et son évasion.
- Fortunes rapides (Quick Millions), de Rowland Brown (1931). Bugs Raymond (Spencer Tracy) est un ancien camionneur qui a fait fortune grâce au racket. Lors d'une fête qu'il a organisée, on voit un de ses hommes de confiance, Jimmy Kirk (George Raft), se mettre à danser, "du sur-place, tout en souplesse"[165][166], tandis que le pianiste improvise sur St. Louis Blues. Jimmy vient d'accepter de trahir Bugs. Il termine sa danse, et le pianiste enchaîne sur le thème de Frankie and Johnny.
- L'Ange blanc (Night Nurse), de William A. Wellman (1931). Pendant que Lora (Barbara Stanwyck) s'occupe de deux enfants malades, la mère donne une fête dans son appartement. Les fêtards dansent sur une version instrumentale de St. Louis Blues.
- La Fille de l'enfer (Safe in Hell), de William A. Wellman (1931). Lors de la première apparition du personnage principal, Gilda (Dorothy Mackaill), une prostituée de la Nouvelle-Orléans, on entend une version instrumentale de St. Louis Blues.
- Dancers in the Dark, de David Burton (1932), avec Miriam Hopkins dans le rôle principal, celui de Gloria Bishop, une chanteuse. On la voit interpréter sur scène St. Louis Blues, entre autres. D'après imdb.com, la voix de Miriam Hopkins serait doublée par celle d'Adelaide Hall lors des chansons[167].
- Scarface, de Howard Hawks (1932). Quand Tony (Paul Muni) retrouve Johnny Lovo (Osgood Perkins) et Poppy (Karen Morley) au Paradise, l'orchestre de la boîte de nuit (hors champ) joue St. Louis Blues. Lovo est le chef du gang de Tony. Poppy est la petite amie de Lovo. Cela n'empêche pas Tony de l'inviter à danser.
- La Femme aux cheveux rouges (Red-Headed Woman), de Jack Conway (1932).
- Pluie (Rain), de Lewis Milestone (1932). Sur une île du Pacifique, Mr Davidson (Walter Huston), un missionnaire rigide, persécute Sadie Thompson (Joan Crawford), une prostituée, pour le salut de son âme. Comme le remarquent Jean-Pierre Coursodon et Bertrand Tavernier, "les spectaculaires mouvements de caméra [...] augmentent l'impression de claustrophobie, d'étouffement ; ils contribuent à enraciner les scènes dans le décor, à mettre en valeur le côté rituel de leurs répétitions, qui est accentué par une utilisation lancinante du St. Louis Blues."[168] Le standard, ici dans une version instrumentale, est clairement associé au personnage de la prostituée : on l'entend en bande son lors de sa première apparition. On l'entend à plusieurs reprises, dans la même version mais en situation, quand Sadie passe des disques sur son gramophone. On ne l'entend plus dans les séquences où Sadie est sous l'emprise de Davidson. Lorsque, à la fin, Sadie passe à nouveau le disque, St. Louis Blues n'est plus perçue comme l'hymne d'une séductrice mais comme la plainte d'une femme abusée.
- Je suis un évadé (I Am a Fugitive from a Chain Gang), de Mervyn LeRoy (1932). Après s'être évadé, James Allen (Paul Muni) retrouve Barney (Allen Jenkins), un ancien bagnard. Ce dernier lui laisse sa chambre d'hôtel, lui propose un verre, ajoute : "Je t'envoie quelqu'un pour te tenir compagnie." Linda (Noel Francis) entre dans la chambre. On entend une version instrumentale de St. Louis Blues pendant une partie du dialogue avec Barney et pendant tout le dialogue avec Linda. Comme dans La Fille de l'enfer et dans Pluie, St. Louis Blues est ici associée à la prostitution.
- Ladies They Talk About, d'Howard Bretherton et William Keighley (1933). Une version instrumentale de St. Louis Blues est utilisée pour accompagner le générique du film. Plus tard, aux deux tiers du film, dans une séquence pendant laquelle Nan (Barbara Stanwyck) prépare son évasion de prison, on entend la chanson comme si une détenue dans une autre cellule la chantait en s'accompagnant d'une guitare - une dizaine de minutes plus tôt, on a pu voir une autre détenue, Linda (Lillian Roth), chanter If I Could Be With You (One Hour Tonight). D'après imdb.com, c'est Etta Moten (non créditée au générique) qui chante St. Louis Blues hors-champ[169]. Plus tard encore, lorsque Nan passe des disques pour couvrir le bruit que font ses complices qui creusent un tunnel, elle choisit (entre autres) une version instrumentale de St. Louis Blues.
- King Kong, de Merian C. Cooper et Ernest B. Schoedsack (1933). En débarquant sur l'île du Crâne, le réalisateur Carl Denham (Robert Armstrong) et son équipe interrompent une cérémonie indigène. Le sorcier propose d'échanger l'actrice Ann Darrow (Fay Wray) contre plusieurs femmes de la tribu. L'équipe refuse et, craignant une attaque, se replie vers le bateau. Pour faire bonne contenance face aux indigènes, Denham siffle St. Louis Blues.
- Liliane (Baby Face), d'Alfred E. Green (1933). Le film tire son titre de la chanson Baby Face. On en entend le thème au début du générique. Mais la bande-son enchaîne sur le second thème de St. Louis Blues dès que la distribution commence : le thème joué sur un rythme de habanera est d'emblée associé au visage de Barbara Stanwyck et au nom du personnage principal (Lily Powers). Une chanson (St. Louis Blues) semble donc être cachée derrière une autre (Baby Face), exactement comme l'absence de scrupule de Lily (digne de celle de la séductrice de Saint-Louis) est cachée derrière son visage (aussi innocent que celui d'un bébé). Le second thème de St. Louis Blues est repris à chaque fois que Lily séduit un homme et gravit du même coup la hiérarchie sociale. A d'autres moments, des extraits de la chanson sont chantés a cappella par Chico (Theresa Harris), une jeune femme noire qui est l'amie de Lily et qui devient sa domestique.
- Ce n'est pas un péché (Belle of the Nineties), de Leo McCarey (1934). St. Louis Blues ne fait pas partie des chansons interprétées par Mae West dans le film. En revanche, le thème revient fréquemment dans la musique du film et Mae West interprète la variante When a St. Louis Woman Goes Down To New Orleans.

#### Autres films hollywoodiens
- Saint-Louis Blues (Banjo on My Knee), de John Cromwell (1936). Pearl (Barbara Stanwyck) attend le retour de son mari qui s'est enfui pendant leur nuit de noces. "Après avoir fait la vaisselle pendant onze jours et huit heures pour rembourser une dette, Pearl, épuisée"[170], écoute une femme noire chanter une complainte sur le port : St. Louis Blues. C'est Theresa Harris, l'actrice qui chantait déjà la chanson dans Baby Face. Mais alors que dans Baby Face, elle la chantait a cappella dans des séquences crues et réalistes, elle est ici accompagnée d'un banjo et d'un chœur (le Hall Johnson Choir qui accompagnait Bessie Smith dans le court métrage de Dudley Murphy) et la séquence est stylisée comme une séquence de comédie musicale : le joueur de banjo est hors-champ et les choristes sont censés être, les hommes des dockers qui déchargent un bateau, les femmes des domestiques qui lavent le linge au balcon d'une maison. Le montage en champ-contrechamp contribue à déréaliser la séquence en donnant l'impression que Pearl assiste à un spectacle. Pearl est d'un côté, la femme noire est de l'autre. Elles ne partagent pas le même monde, même si l'un fait écho à l'autre. D'après Dan Callahan, tout se passe comme si Lily, le personnage qu'interprétait Stanwyck dans Baby Face, était devenue Pearl, une femme vertueuse, et qu'elle "avait dû rejeter Chico [le personnage qu'interprétait Harris dans le même film] pour parvenir à la rédemption." "La tristesse que nous ressentons à la vision de cette séquence vient en partie du fait que Stanwyck et Harris ont été séparées - conséquence de l'instauration du Code. Elles ne partagent même pas le même cadre."[171]
- Stella Dallas, de King Vidor (1937)
- St. Louis Blues, de Raoul Walsh (1939). Une vedette de Broadway (Dorothy Lamour) "laisse tout tomber et se joint à la troupe d'un show-boat voguant sur le Mississippi"[172]. Comédie musicale associant une vague intrigue et beaucoup de numéros musicaux, construite sur le modèle de "ce que les studios appelaient les production numbers"[173]. Dans l'un des numéros représentés sur le show-boat, Maxine Sullivan chante St. Louis Blues, accompagnée par un orchestre et un chœur (à nouveau le Hall Johnson Choir). Le numéro est mis en scène comme si St. Louis Blues était une coon song : dans un décor en deux dimensions représentant une bassine, du linge qui sèche à un fil, un homme noir étendu sur un hamac, et un chien qui remue la queue, Maxine Sullivan, vêtue d'un costume de domestique, chante au dessus de la bassine en mimant les gestes d'une femme qui laverait du linge. La version qu'elle chante contient le couplet rarement chanté dans lequel le personnage mentionne son "jelly roll". Compte tenu de l'auto-censure que s'imposent les studios depuis 1934, on peut supposer que le sens argotique du mot est, en 1939, oublié du plus grand nombre.
- Birth of the Blues, de Victor Schertzinger (1941). Des musiciens blancs de la Nouvelle Orléans forment un groupe de jazz. D'après imdb.com, le personnage interprété par Bing Crosby serait inspiré par le clarinettiste Alcide Nunez, le fondateur de l'Original Dixieland Jazz Band, et le personnage interprété par Brian Donlevy serait inspiré par Nick La Rocca, le cornettiste de l'ODJB[174]. Le tromboniste du groupe est interprété par Jack Teagarden.
- Jam Session, de Charles Barton (1944). Succession de numéros musicaux reliés par une vague intrigue. St. Louis Blues est interprétée par le Alvino Rey's Orchestra, avec notamment une pedal steel guitar "chantante".
- On va se faire sonner les cloches (For Heaven's Sake), de George Seaton (1950). Gagné par les vices humains, Charles (Clifon Webb), un ange descendu sur Terre, risque d'oublier sa mission. Lors d'une séquence, il joue sur sa harpe, pendant près de trois minutes, St. Louis Blues. Il ne s'interrompt pas quand l'ange avec lequel il fait équipe apparaît pour lui reprocher de jouer une musique immorale. Dans la même séquence, on découvre les lectures de Charles : magazines de charme et Madame Bovary.
- La Ruelle du péché (Glory Alley), de Raoul Walsh (1952). Le boxeur Socks Barbarossa (Ralph Meeker) est amoureux d'Angela (Leslie Caron), danseuse et chanteuse dans une boîte de nuit. Lors d'une séquence, elle chante St. Louis Blues en dansant. Dans l'orchestre qui l'accompagne, Jack Teagarden joue du trombone.
- Romance inachevée (The Glenn Miller Story), d'Anthony Mann (1954), film biographique avec James Stewart dans le rôle de Glenn Miller.
- St. Louis Blues, d'Allen Reisner (1958), film biographique avec Nat King Cole dans le rôle de W.C. Handy.

#### Autres longs métrages
- Karkalou, de Stávros Tornés (1984)

### Cartoons
- Hot Dog, de Dave Fleisher (1930). À la fin du cartoon, Bimbo joue St. Louis Blues au banjo puis chante la chanson à la manière d'Eddie Peabody. D'après le site cartoonresearch.com, Dave Fleisher aurait utilisé en bande son un enregistrement d'Eddie Peabody lui-même[175]. Mais l'auteur de la page ne précise pas lequel. Or avant 1930, Peabody a enregistré au moins deux fois St. Louis Blues[176].
- Dixie Days, de Mannie Davis et John Foster (1930). Cartoon inspiré de La Case de l'Oncle Tom. On entend une version instrumentale de St. Louis Blues pendant que l'Oncle Tom est vendu comme esclave.

- Rythme en bleu, de Burt Gillett (1931). Cartoon intégralement consacré à des interprétations de St. Louis Blues. D'abord Mickey interprète le standard au piano, seul sur scène, puis Minnie le rejoint au chant. Ils se mettent à danser avant de quitter la scène. Le rideau se lève et un orchestre apparaît, avec notamment Horace à la batterie et au vibraphone, Pluto au trombone, et Clarabelle à la flûte et à la contrebasse. Mickey réapparaît comme chef d'orchestre. Nouvelle interprétation de St. Louis Blues, au cours de laquelle Mickey abandonne sa baguette de chef d'orchestre pour coiffer un chapeau haut de forme à la manière de Ted Lewis et reprendre le thème à la clarinette.

- Birth of Jazz, de Manny Gould et Ben Harrison (1932). Cartoon de la série Krazy Kat. Krazy Kat, devenu très différent du personnage créé par George Herriman, est ici une personnification du jazz. On le voit naître dans un monde épuisé. Aussitôt après sa naissance, il interprète Down Home Rag. Puis, accompagné d'instruments de musique vivants, il monte en avion pour répandre le jazz autour de la Terre et tirer le monde de sa léthargie en interprétant St. Louis Blues.
- Swing Monkey, Swing !, de Manny Gould et Ben Harrison (1937). Des singes jouent et chantent différents morceaux de jazz, parmi lesquels St. Louis Blues.
- Flirty Birdy, de Joseph Barbera et William Hanna (1945). Musique de Scott Bradley. Cartoon au cours duquel Tom se travestit en oiseau femelle et exécute une danse aguicheuse au son de St. Louis Blues pour séduire un rapace qui s'est emparé de Jerry.

## Dans la bande dessinée

### Comic strips

#### Terry et les pirates, deMilton Caniff
- strips des 21, 22 et 24 février 1936[177] : première apparition du personnage de Burma dans la série. Elle "entre en scène" au "son" de St. Louis Blues. Caniff laisse au lecteur le soin d'imaginer la version que diffuse le phonographe. Une chose est sûre, au vu de la danse virevoltante de Burma : cela ne peut pas être la version de Bessie Smith.

- strips des 8 et 9 octobre, et planche dominicale du 10 octobre 1937[178] : "entrée en scène" de Burma au cours du deuxième arc narratif dans lequel elle intervient. Une femme brune chloroformée se réveille progressivement en chantant St. Louis Blues. On s'aperçoit qu'elle porte une perruque : c'est en fait la blonde Burma.
- planche dominicale du 29 mai 1938[179] : plus tard, au cours du même arc narratif, Burma a l'occasion de prendre un bain chaud et d'enfiler une nouvelle robe. "Mmm ! [...] La vie n'est pas si dure, après tout, commente-t-elle." Et elle commence à chanter ("Saint Louis woman with...") mais s'interrompt quand elle s'aperçoit que la situation n'est pas aussi plaisante qu'elle le croyait.

- planche dominicale du 9 février et strip du 10 février 1941[180] : "entrée en scène" de Burma au cours du troisième arc narratif dans lequel elle intervient. En prison, Terry entend à travers les barreaux une voix féminine chanter St. Louis Blues : Burma est à proximité. Plus tard (planche dominicale du 16 février 1941), Terry se fait la réflexion suivante : "Personne ne chante Saint Louis Blues comme Burma !!"
- planche dominicale du 20 février 1944 et strips des 15, 16, 21, 23, 24 et 25 février 1944[181] : début du quatrième arc narratif dans lequel Burma intervient. Recherchée par la police anglaise, les cheveux teints et la peau recouverte de peinture corporelle, elle se fait passer pour une danseuse indienne. Elle a beaucoup de succès auprès des soldats américains en garnison. Terry est envoyé en mission en Inde. Pour lui signaler sa présence sans se faire démasquer par la police, Burma demande aux musiciens qui l'accompagnent, des joueurs de pungi et de dholak, d'interpréter St. Louis Blues.
- planche dominicale du 14 mai 1944 et strips suivants[182] : plus tard, au cours du même arc narratif, Terry, pour ne pas révéler l'identité de Burma et la protéger de la police anglaise, la présente au prince Bhaï sous le nom de "Mademoiselle Saint-Louis".
- planche dominicale du 24 novembre et strip du 25 novembre 1946[183] : alors qu'il s'apprête à sonner à la porte de Jane Allen, Terry entend une voix chanter St. Louis Blues. "Une seule personne chante cette chanson-là comme ça...", dit-il. Burma est effectivement dans l'appartement. C'est le dernier arc narratif écrit et dessiné par Caniff dans lequel elle intervient.

### Comic books
- Action Comics, n. 50 (DC Comics, juillet 1942)[184] : The Island Where Time Stood Still! de Gardner Fox et Louis Cazeneuve. Une aventure des 3 Aces. Sur la Cordillère des Andes, les héros utilisent, pour effrayer la tribu qui les menace, une version tonitruante de St. Louis Blues diffusée par leur radio. Comme Caniff, les auteurs ne précisent pas la version.
- USA Comics, n. 5 (Timely Comics, août 1942)[185] : Sergeant Dix (auteurs non identifiés). St. Louis Blues en tant que chanson emblématique des États-Unis (ici chantée par un cuisinier juste avant qu'il ne se fasse attaquer par un soldat japonais).
- All-Negro Comics, n. 1 (All-Negro Comics, Inc., juin 1947) : Sugarfoot, de Cravat. Sugarfoot et Ample dansent sur la chanson que Snake-Oil interprète en s'accompagnant au banjo. Il s'agit d'une variante de St. Louis Blues ("Now if it wasn't for rings an' all that store bought hair" chante Snake-Oil, au lieu de l'habituel "And if it wasn't for powder and her store-bought hair")[186].
- Real Fact Comics, n. 9 (DC Comics, juillet-août 1947)[187] : The Fighting Bandleader, de Jack Schiff, Mort Weisinger et Bernie Breslauer (au scénario), et Fred Ray au dessin. Biographie de Glenn Miller.
- Sgt. Fury and His Howling Commandos, n. 22 (Marvel Comics, septembre 1965)[188] : Don't Turn Your Back on Bull McGiveney! de Stan Lee et Dick Ayers. St. Louis Blues en tant que chanson emblématique des États-Unis, jouée ici pour narguer l'ennemi nazi : "Donnerwetter !! You dare mock us with american jaz ?!!" (planche 16).
- Kamandi, n. 19 (DC Comics, juillet 1974) : La Dernière Bande de Chicago, de Jack Kirby. Une chanteuse blanche chante St. Louis Blues accompagnée par un groupe nommé "Dixieland Five" (planche 7)[189]. La chanson est ici utilisée avec une connotation rétro : Kamandi se retrouve dans un monde constitué, comme l'écrit Kirby, de "tous les stéréotypes" des "fantastiques années 1920".
- G.I. Combat, n. 213 (DC Comics, avril 1978)[190] : TNT Trio de Robert Kanigher et Bill Draut. Dans les Ardennes pendant l'hiver 1944-1945, un orchestre de jazz, engagé pour remonter le moral des troupes, est capturé par des soldats allemands. St. Louis Blues est le premier morceau qu'on les "entend" jouer.
- Zap Comix, n. 11 (Last Gasp, février 1985) : Patton de Robert Crumb. Biographie de Charley Patton, dans laquelle Crumb oppose au "vrai blues" du delta du Mississippi le "blues grand public" des compositions de W.C. Handy (en particulier de St. Louis Blues)[191].

### Bande dessinée franco-belge
Astérix chez les Belges, de René Goscinny et Albert Uderzo (1979) : Saintlouisblus est le nom d'un légionnaire romain en garnison en Belgique. Pour comprendre le rapport entre un Romain qui fait bouillir de l'huile et un standard de jazz souvent associé au style hot, il faut lire la seule réplique du personnage : "Ça chauffe !" (planche 21).

## Liste des enregistrements deSt. Louis Blues
La liste qui suit n'est pas exhaustive.
Dans cette liste, certains noms apparaissent plusieurs fois. Ce sont ceux des artistes qui ont enregistré le standard à plusieurs reprises (Al Bernard, Marion Harris, Louis Armstrong, Eddie Peabody, Duke Ellington, Sidney Bechet, Sun Ra...).

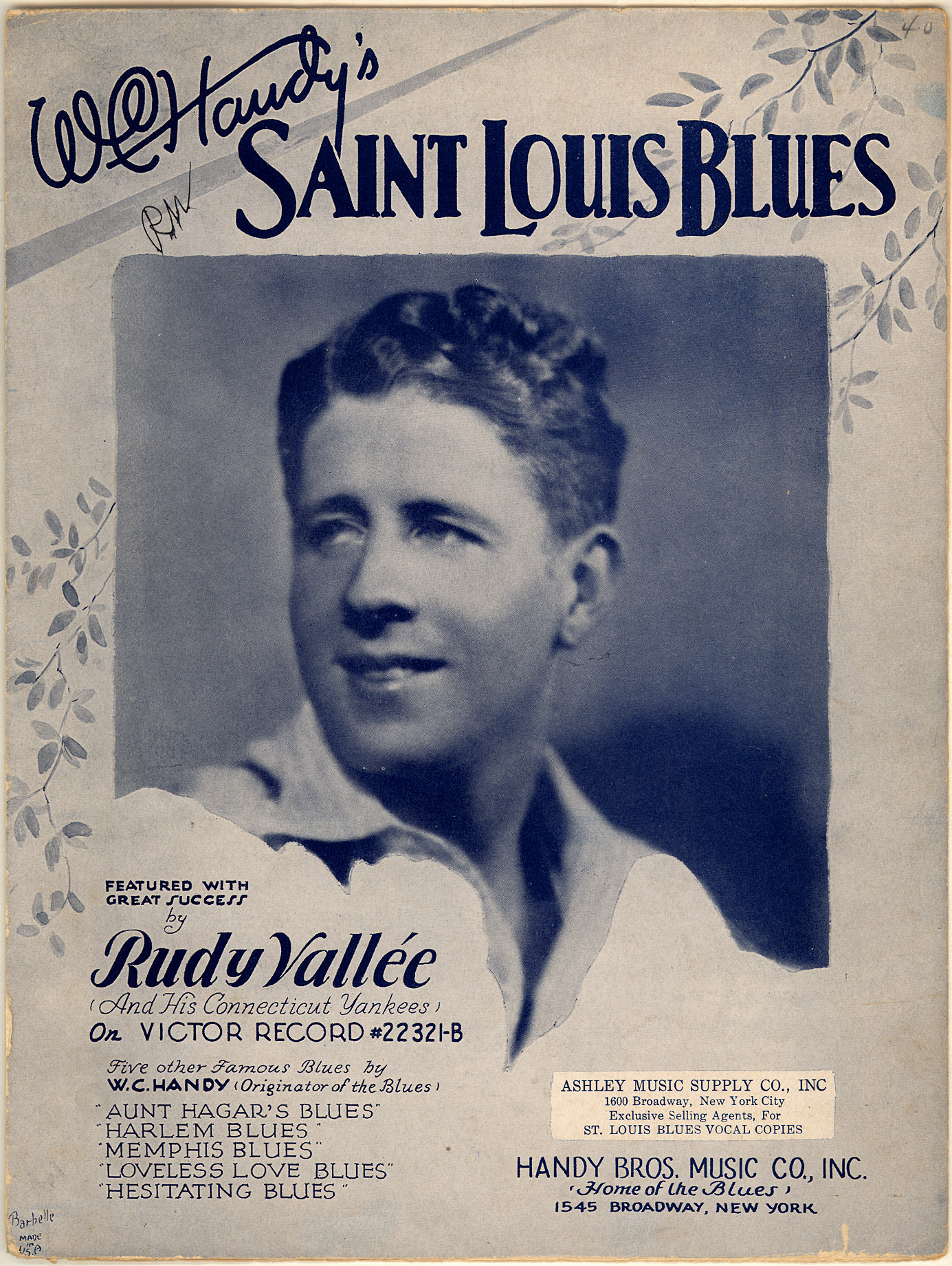
Partition de la version de Rudy Vallee, 1930.

- 1916 The Ciro's Club Coon Orchestra, Prince's Band, The Victor Military Band
- 1918 Al Bernard
- 1919 All Star Trio, Jim Europe's 369th Infantry "Hellfighters" Band
- 1920 Marion Harris
- 1921 Esther Bigeou, Bennie Krueger & His Orchestra (avec Al Bernard), Original Dixieland Jazz Band (avec Al Bernard)
- 1922 Handy's Memphis Blues Band, Ted Lewis & His Band
- 1923 Marion Harris
- 1924 Chicago DeLuxe Orchestra, Kansas City Five avec Bubber Miley
- 1925 Eddie Peabody, Bessie Smith
- 1926 Bessie Brown & Her Jazz Band, Ted Lewis & His Band (sous le titre The New St. Louis Blues), Fats Waller, Paul Whiteman Orchestra, Virginia Childs
- 1927 Irene Beasley, The Dixie Stompers (= Fletcher Henderson Orchestra), Johnny Dodds, Sol Hoopii & His Novelty Trio, Eddie Peabody, Willard Robison (en), Don Voorhees (sous le titre Fantasy on St. Louis Blues), Weaver & Beasley (= Sylvester Weaver et Walter Beasley)
- 1928 Gene Austin, Emmett Miller
- 1929 Louis Armstrong & His Orchestra (avec Henry "Red" Allen), Irving Kaufman & His Band, Nashville Jazzers, Louis Katzman & The Brunswick Orchestra (avec Dick Robertson), Pilar Arcos (sous le titre San Luis Blues)
- 1930 The Boswell Sisters, Cab Calloway, Jimmy Dorsey, Jim Jackson, Guy Lombardo & His Royal Canadians, The Mills Brothers, Rudy Vallee
- 1931 Manolo Castro & His Havana Yacht Club Orchestra, Dave's Harlem Highlights
- 1932 Bing Crosby & Duke Ellington, Frank Trumbauer & His Orchestra (sous le titre The Newest St. Louis Blues), Ethel Waters
- 1933 Jim & Bob (The Genial Hawaiians), Paul Robeson
- 1934 Louis Armstrong & His Orchestra, Dorsey Brothers' Orchestra, Midge Williams
- 1935 Milton Brown & His Brownies, Quintette du Hot Club de France, Paul Reischmann's Jazz Babies, Bob Wills
- 1936 Cliff Edwards avec Andy Iona & His Islanders, Benny Goodman & His Orchestra
- 1937 Benny Goodman & His Orchestra
- 1938 Big Bill Broonzy, Ted Lewis & His Orchestra (sous le titre The Old St. Louis Blues), Maxine Sullivan with Claude Thornhill & Orchestra, Jean Wiéner
- 1939 Albert Ammons, Benny Goodman & His Orchestra (avec Johnny Mercer au chant), W.C. Handy & Orchestra, Artie Shaw
- 1940 Sidney Bechet, Earl Hines (sous le titre Boogie Woogie On The St. Louis Blues), l'Orchestre Jazz Victor (avec Aimé Barelli), Valaida Snow, Gus Viseur & son Orchestre.
- 1941 Pete Cassell, Billie Holiday, Trio Lescano (sous le titre Le tristezze di San Luigi)
- 1942 Count Basie & His All American Rhythm Section, John Kirby & His Orchestra
- 1943 Sidney Bechet, Léo Chauliac & son Orchestre (sous le titre Saint Louis Pelouze), Janette & The Four Vagabonds, Dany Kane & son Ensemble, Glenn Miller (sous le titre St. Louis Blues March)
- 1945 James P. Johnson, Eddie Rosner
- 1947 Dizzy Gillespie & His Orchestra, Danny Kaye, Johnny Moore's Three Blazers, Boyd Raeburn & His Orchestra (avec Ginnie Powell au chant), Jack Teagarden
- 1949 The Delta Rhythm Boys, The Jubalaires, Kay Starr & the All Stars, Art Tatum
- 1950 Tiny Grimes
- 1953 Chet Atkins (Galoppin' Guitar), Billy Eckstine & the Metronome All Stars
- 1954 Louis Armstrong (Louis Armstrong Plays W.C. Handy), Elton Britt (sous le titre St. Louis Blues Yodel), The Esquire Boys (avec Danny Cedrone)
- 1955 Chris Barber's Jazz Band with Ottilie Patterson (sous le titre New St. Louis Blues sur l'album Echoes of Harlem), The Deep River Boys, The Nu Sounds (avec Sun Ra) (rehearsal tape), Pérez Prado & His Orchestra (sous le titre St. Louis Blues Mambo)
- 1956 Sidney Bechet with Sammy Price's Bluesians, The Teen Kings (avec Roy Orbison) (enregistrement édité en 2001 dans l'album Lost & Found: The Unreleased 1956 Recordings), Josh White (Josh White's Blues)
- 1957 The Dave Brubeck Quartet (Jazz Goes To Junior College), Wilbur De Paris & Jimmy Witherspoon (New Orleans Blues), Cleo Laine (She's the Tops!), Art Pepper (Complete TV Studio Recordings), Billy Ward & His Dominoes (avec Jackie Wilson)
- 1958 LaVern Baker, Pat Boone (Star Dust), Nat King Cole (St. Louis Blues), Gil Evans Orchestra featuring Cannonball Adderley (New Bottle Old Wine), The Humphrey Lyttleton Big Band with Jimmy Rushing (BBC Jazz Club - édité en 2001)
- 1959 Ray B. Anthony, Perry Como (Como Swings), Duane Eddy (The "Twangs" the "Thang"), John Fahey (Blind Joe Death), Dizzy Gillespie (Have Trumpet, Will Excite !), The Isley Brothers (Shout!), The Joe Loco Quintet (sous le titre St. Louis Blues Cha Cha Cha), Mickey & Kitty (= Mickey Baker et Kitty Noble), Carlos Montoya (From St. Louis to Seville), Harold Nicholas (Harold Nicholas et son orchestre), Pete Seeger (American Favorite Ballads, Vol. 3)
- 1960 Freddy Cannon (The Explosive !), Dick Dale, Lonnie Johnson & Elmer Snowden (Blues & Ballads), The Golden Gate Quartet, Gerry Mulligan & Ben Webster (At the Renaissance ), Ethel Smith (Bouquet of the Blues), Jimmy Witherspoon
- 1961 Blind Connie Williams (enregistrement édité en 1974 dans l'album Philadelphia Street Singer Blind Connie Williams : Traditional Blues, Spirituals ans Folksongs), Lucille Hegamin (Songs We Taught Your Mother), Alberta Hunter with Lovie Austin's Blues Serenaders (Chicago: The Living Legends), Sonny Jackson, Furry Lewis (Back on my Feet Again)
- 1962 The Black Albinos, Buster Brown (The New King of the Blues), King Curtis (Doin' the Dixie Twist), Quincy Jones & His Orchestra (sous le titre Slob't), Pérez Prado & His Orchestra (sous le titre St. Louis Blues Twist, sur l'album Now! Twist Goes Latin), Louis Prima with Sam Butera & The Witnesses (The Wildest Comes Home !), Helen Shapiro (A Teenager Sings the Blues EP)
- 1963 Alice Babs (sous le titre St. Louis Blues Twist), Sonny Criss (Mr. Blues pour flirter), Ella Fitzgerald (These are the Blues ), Babs Gonzales (Live At Small's Paradise), Lou Rawls (Tobacco Road), Jimmy Reed (Jimmy Reed Sings the Best of the Blues), Bobby Vinton (Blue on Blue)
- 1964 Duke Ellington & Johnny Hodges (Back to Back : Duke Ellington and Johnny Hodges Play the Blues), Willis Jackson (Boss Shoutin'), Mance Lipscomb (interprétation live sous le titre Mance's St. Louis Blues, éditée en 1978 sur l'album You'll Never Find Another Man Like Mance ), Rusty & Doug, Jimmy Smith (The Cat), Nino Tempo & April Stevens (Nino and April Sing the Great Songs)
- 1965 Chuck Berry (Chuck Berry in London)
- 1966 Max Roach (Drums Unlimited)
- 1967 Sonny Burgess & KingsIV, Duane Eddy (sous le titre St. Louis Blues March, sur l'album The Roaring Twangies), The Haunted (sous le titre Montreal Blues, sur l'album The Haunted), Earl Hines & Jimmy Rushing (Blues & Things)
- 1968 The Beatles (studio jam)
- 1969 The Bintangs (Blues On The Ceiling), Jasper (Liberation)
- 1970 Jesse Ferguson & the Outer Limits
- 1971 Papa John Creach (Papa John Creach)
- 1973 Big Walter Horton (Well All Right - Ann Arbor Blues & Jazz Festival - édité en 1996)
- 1976 The Flamin' Groovies (Shake Some Action)
- 1977 Sun Ra & His Arkestra (Taking a Chance on Chances)
- 1978 Sun Ra (St. Louis Blues - Solo Piano)
- 1981 Count Basie (avec Joe Pass, sur l'album Kansas City 6), Tav Falco's Panther Burns (Behind the Magnolia Curtain)
- 1983 John Jackson (Deep in the Bottom)
- 1985 Doc Watson (Pickin' The Blues)
- 1987 Dave Brubeck (Moscow Night)
- 1989 Ruth Brown (Blues on Broadway)
- 1991 Harold Ashby (I'm Old Fashioned)
- 1994 Jeffrey Lee Pierce (Anarchic Blues - Live in Slovenia 1994 - édité en 2011)
- 1995 George Thorogood & The Destroyers (Let's Work Together), Howard Armstrong (Louie Bluie)
- 1998 Mose Allison (Gimcracks and Gewgaws), Herbie Hancock & Stevie Wonder (Gershwin's World) pour lequel ce dernier reçoit deux Grammy Awards[192]
- 1999 Odetta (Blues Everywhere I Go), Archie Shepp (St. Louis Blues)
- 2001 Aki Takase (St. Louis Blues)
- 2003 Flat Earth Society (The Armstrong Mutations)
- 2004 Peter Cincotti (On the Moon), LMP (A Century of Song)
- 2004 Jean-Michel Pilc (Follow Me)
- 2006 Tiny Tim (Chameleon), Jack Rose (Jack Rose)
- 2008 Wycliffe Gordon (Standart only)
- 2013 Hugh Laurie (Didn't It Rain), Tim Timebomb
- 2016 Theo Hakola (I Fry Mine in Butter!)